# Liste des vaisseaux français
Cette page donne la liste des vaisseaux construits par la France du XVIIe siècle au XIXe siècle.
Sont indiqués pour chaque vaisseau : son nom lors de son lancement, l'année de son lancement, le nombre de ses canons (qui peut évoluer) et les autres noms portés (pour les rebaptisés).

## Règne de FrançoisIer(1515 à 1547)
- Nonpareille
- Grande Française (1533)
- Caraquon (1544)

## Règne de Henri II (1547–1559)
- Grand Carraquen
- Grand Henry

## Règne de Louis XIII (1610-1643)

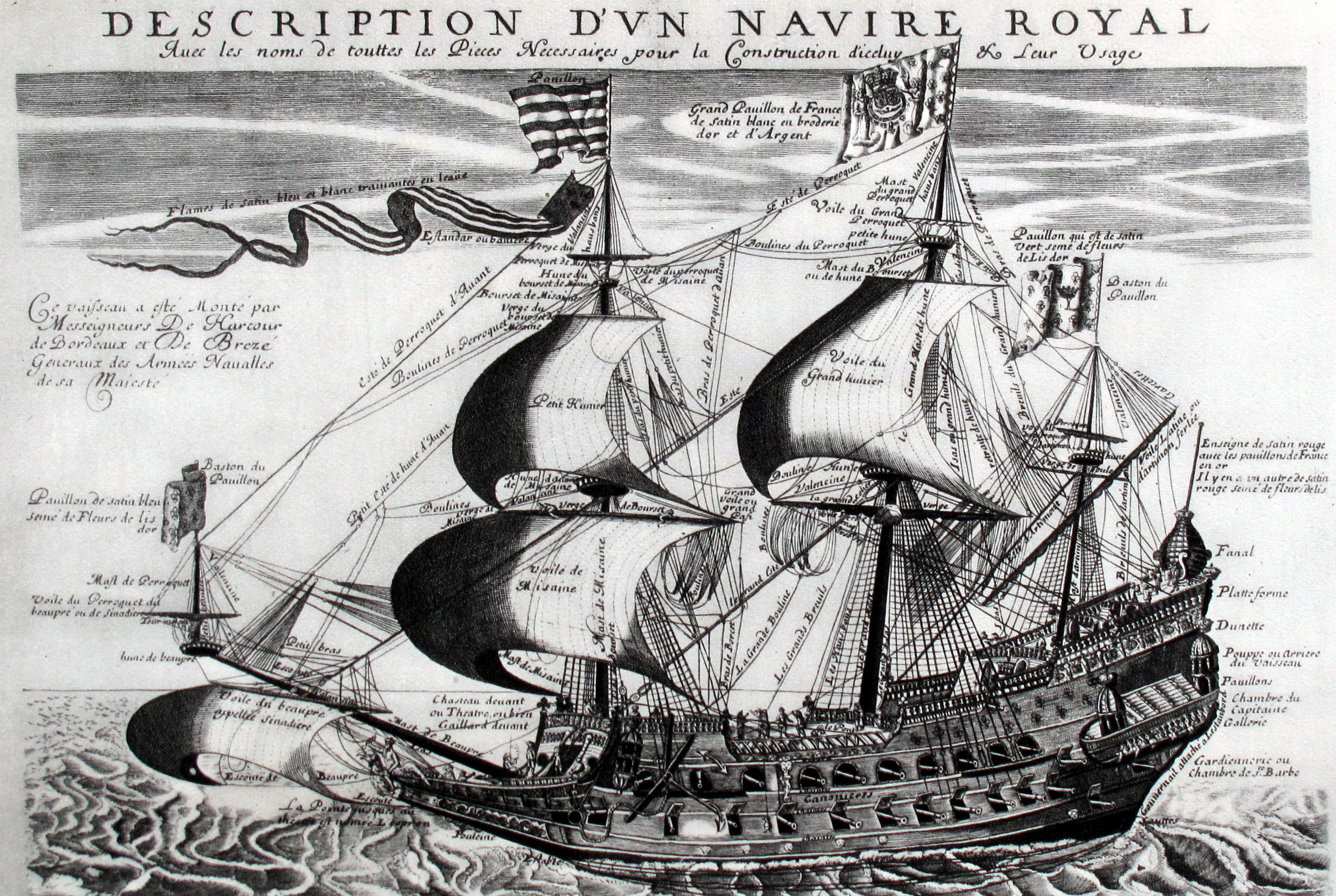
Le ', vaisseau acheté en Hollande en 1627.

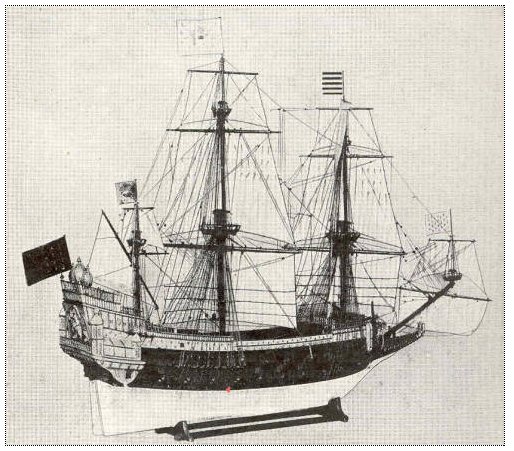
La Couronne est l'un des premiers vaisseaux construit en France.

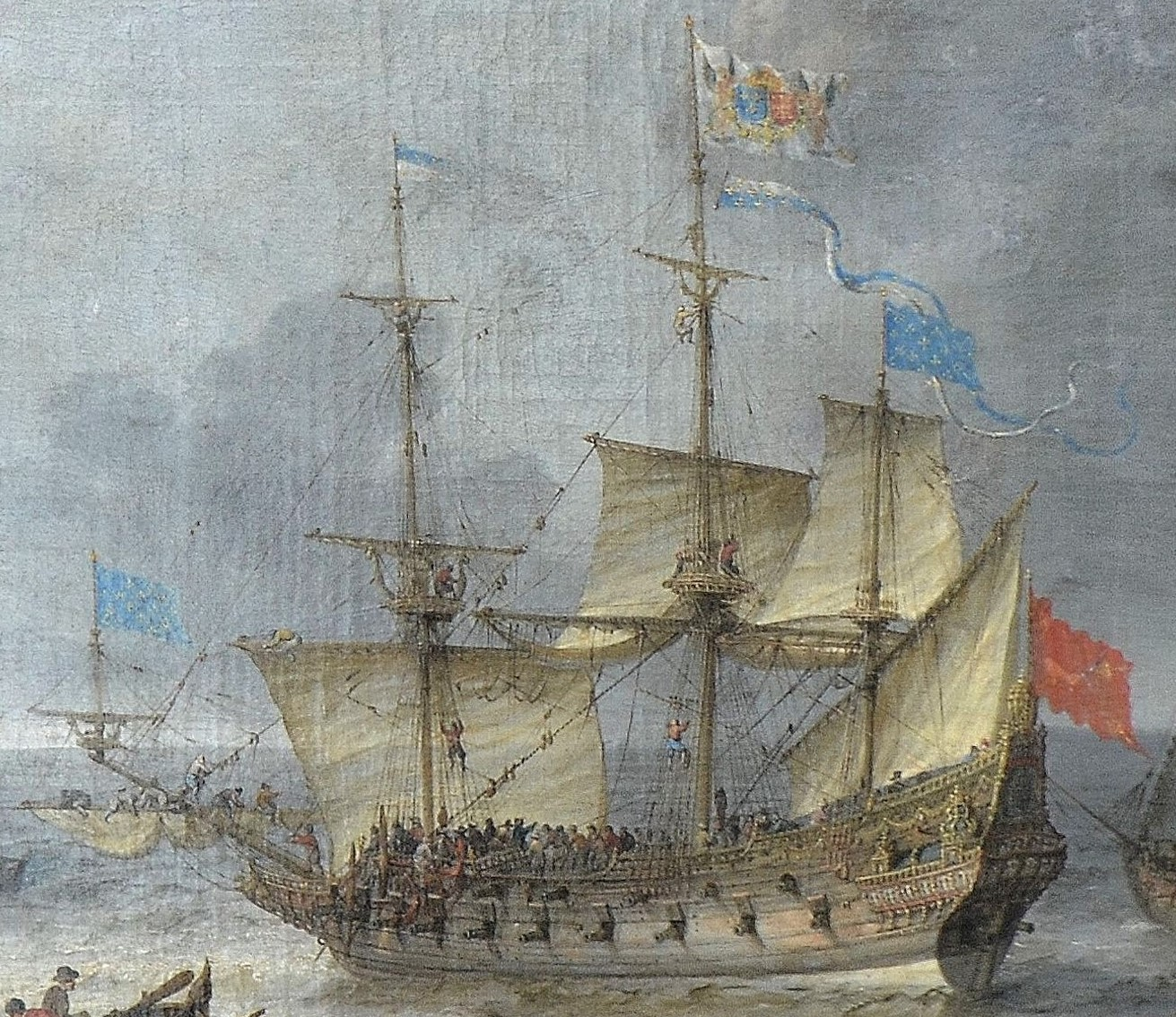
La Vierge, vaisseau acheté en Hollande en 1638.

Souverain d'un pays de profonde culture rurale, Louis XIII, comme la plupart des Français de son époque est indifférent aux questions navales. C'est son principal ministre, Richelieu, soucieux de développer l'influence de la France en Europe qui entreprend à partir des années 1620 de développer des arsenaux et une marine de guerre.
Après 1627, le siège de Saint-Martin-de-Ré et le siège de La Rochelle, et dans la ligne de ses efforts généraux pour augmenter le prestige et le statut de la France en Europe, le cardinal de Richelieu achète des navires de guerre à l'étranger (en Hollande surtout), puis les a fait construire en France après avoir fait venir des ingénieurs de Hollande pour former des constructeurs en France.
Ces premiers grands vaisseaux, comme la Couronne de 72 canons, lancée en 1637, embarque un nombre de canons comparables aux unités plus tardives des XVIIIe et XIXe, mais ce sont des navires de prestige alors que l'écrasante majorité des bâtiments qui sortent des chantiers navals français jusque vers 1660 ont entre 20 et 50 canons. L'artillerie est également relativement plus légère : la Couronne porte du canon de 18 livres sur sa batterie principale, alors que l'un des nombreux vaisseaux de 74 canons qui formeront l'épine dorsale de la Marine Royale de la fin du XVIIIe auront des canons de 36 livres.
Vers 1640, la marine de Louis XIII compte une soixantaine de bâtiments répartis entre l'Atlantique et la Méditerranée. Cette jeune marine est engagée victorieusement contre l'Espagne puis décline après la mort du cardinal et en raison des graves troubles intérieurs que connait le royaume dans les années 1648-1653 et du manque d'argent. L'époque ne différencie pas encore clairement les bâtiments fortement armés (qui donneront les vaisseaux de ligne dans les années 1650-1660) et les frégates plus légèrement équipées. 
- Saint Louis, 1621–1622
- Saint Louis, 1621–1625
- Saint Louis de Saint-Malo, 1625, 32 canons
- Fortune, 1625, 32
- Vierge, 48 (acheté) – Capturé par les Rochelais, détruit à l'Ile de Ré en 1625
- Saint-Jean, 1626, 24
- Corail, 1626, 32
- Europe, 1626, 32
- Espérance en Dieu, 1627, 24
- Coq, 1627, 32
- Licorne, 1627, 32
- Saint-François, 1627, 20
- Saint-Michel, 1627, 32
- Saint Louis de Saint Jean de Luz, 1627, 32
- Royal, 1627-1650, 48-52 canons (rebaptisé Amiral en 1634 puis Grand-Saint-Louis (no) en 1646[1].
- Renommée, 1628, 24
- Neptune, 1628, 12
- Saint Charles, 1628, 28
- Intendant, 1629, 24
- Cygne, 1629, 36
- Madeleine de Brest, 1629, 24
- Marguerite du Ponant, 1629, 16
- Sainte-Geneviève, 1629, 36
- Couronne, 1632 (en service dès 1637), 68-72 canons
- Navire-du-Roi, 52 (extant 1636)
- Grand Galion de Guise, 1636, 40.
- Le Cardinal, 1638, 42 canons[2].
- Petit Saint-Jean, 1637, 20
- Dauphin, 1638, 24
- Faucon, 1638, 26
- Triomphe, 1638, 40
- Victoire, 1638
- Almirante, 1638
- Triton, 1638
- Levrette, 1638
- Vierge, 1638, 34
- La Lune, 1641, 36 puis 48 canons
- Tigre, 1641
- Dantzig, 1641
- Le Soleil, 1642, 36 canons[3].
- Saint Thomas d'Aquin, 1642
- Gloire, 1642
- Grand Anglais, 1643

## Règne de Louis XIV (1643-1715)

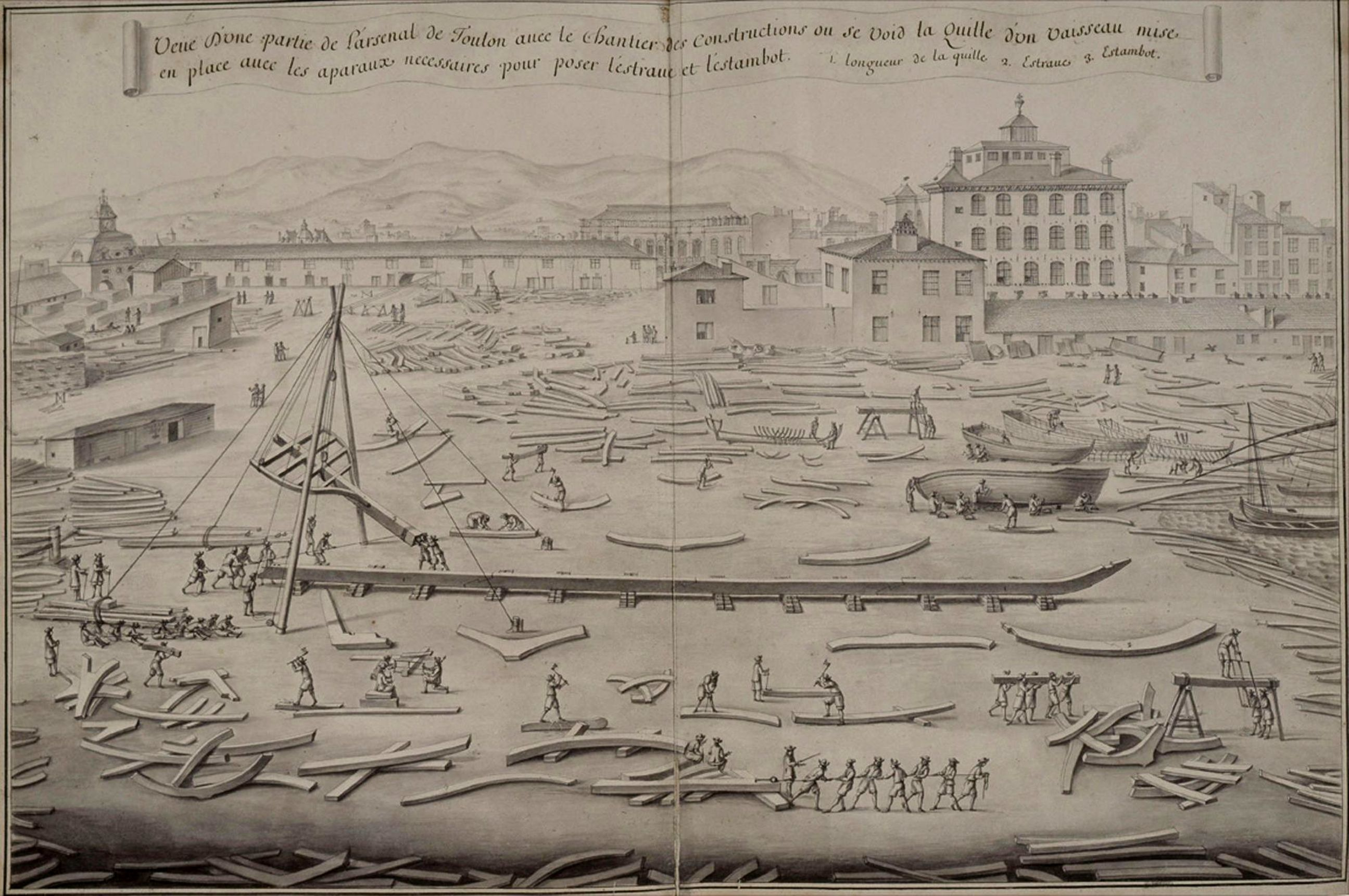
L’arsenal de Toulon assemblant un vaisseau vers 1670. (Illustration extraite de l’Album de Colbert).

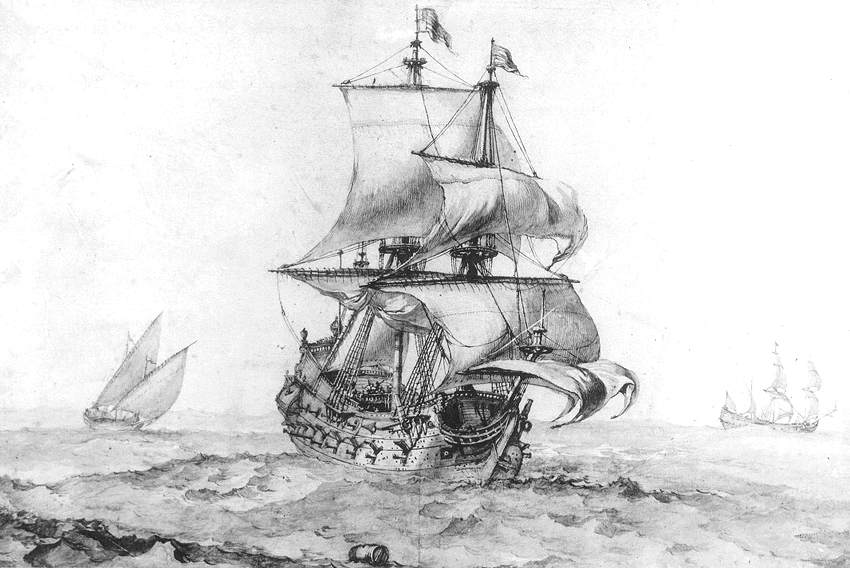
Vaisseau de guerre français moyennement artillé typique des débuts du règne de Louis XIV.

À partir de 1661, Louis XIV décuple pratiquement sa flotte en une décennie, passant de neuf vaisseaux (en 1661, une force alors insignifiante) à 120 (en 1672, permettant de faire jeu-égal avec les flottes anglaises et hollandaises). Un important effort de construction est fourni en 1667-1671 juste avant la guerre de Hollande (1672-1678), et en 1689-1693 au début de la guerre de la Ligue d'Augsbourg (1688-1697).
L'apogée se situe en 1695 avec 137 vaisseaux ; la mort de Seignelay (le fils de Colbert qui lui a succédé à la tête de la Marine) les défaites (Barfleur, la Hougue et Marbella) et les difficultés financières entraînent la réduction des dépenses et donc du nombre de vaisseaux.
Pour l'ensemble du règne personnel de Louis XIV (1661-1715), 381 unités sont lancées. Les unités de la flotte sont classées à partir de 1669 en six rangs, les vaisseaux correspondent aux quatre premiers rangs, les frégates aux cinquième et sixième.
- Brézé, 1646 (Toulon), 54 (peut-être 54 armé en flûte et 90 au total)
- Vendôme, 72 canons
- Chalain ou Grand-Chalain, 1660, 42-48 canons (rebaptisé Triomphe en 1662, puis Courageux en 1671)
- Royale, 1661, 56-58 (rebaptisé Ferme en 1671)
- Infante, 1661, 36
- Jules, 1661, 38 (rebaptisé en 1671 Indien) - 700 tonnes, vaisseau de 4eme rang, construit à Toulon, par Gédéon Rodolphe. Coule à l'embouchure du Tage, au Portugal, en mai 1673. Vaisseau faisant partie de l'Escadre de Perse, commandée par Jacob Blanquet de la Haye[5].
- Beaufort, 1662, 36-38 (rebaptisé en 1671 Neptune)
- Mercœur, 1662, 36 (rebaptisé en 1671 Trident)
- Saint-Philippe, 1663, 78
- Dauphin, 1664, 52-54 (rebaptisé Vermandois en 1671, puis Vigilant en 1678)
- Diamant, 1664, 60
- Rubis, 1664, 60-64

- Bourbon, 1665, 66 (rebaptisé Éclatant en 1671)
- Thérèse, 1665, 58
- Duc, 1665, 42-46 (rebaptisé Comte en 1671)
- Prince, 1666, 64-66 (rebaptisé Sans-Pareil en 1671)
- Frédéric, 1666, 70-80 (rebaptisé Admirable en 1671)
- Conquérant, 1666, 66-72
- Courtisan, 1666, 64-72 (rebaptisé Magnifique en 1671)
- Intrépide, 1666, 66-76 (rebaptisé Grand en 1671)
- Invincible, 1666, 64-74
- Neptune, 1666, 64-74 (rebaptisé Illustre en 1671)
- Normand, 1666, 66-72 (rebaptisé Saint-Louis en 1671)
- Sirène, 1666, 44-46
- Cheval-Marin, 1666, 44-46
- Navarre, 1667, 56 canons, mise à l'eau en juillet 1667 à Tournay, Charente, construit par Jean-Pierre Brun. Vaisseau amiral de l'Escadre de Perse, commandée par Jacob Blanquet de la Haye[5]
- Princesse, 1667, 64 (rebaptisée Triomphant en 1671, puis Constant en 1678)
- Royal-Louis, 1668, 120-104
- Dauphin-Royal, 1668, 100
- Monarque, 1668, 84
- Royal-Duc, 1668, 104 (rebaptisé Reyne en 1671)
- Isle-de-France, 1669, 74-80 (rebaptisé Lys en 1671)
- Couronne, 1669, 80-82

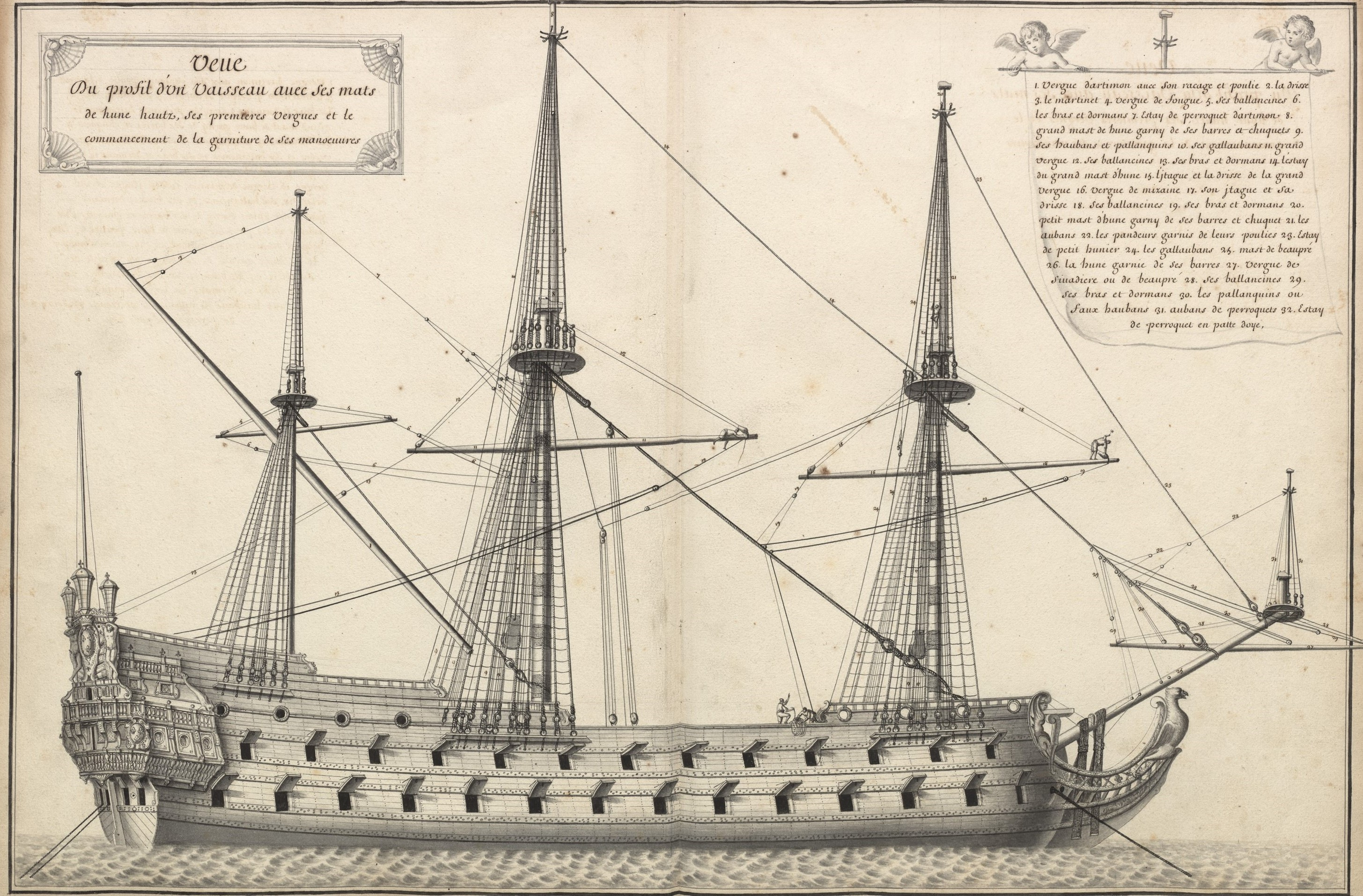
Profil d’un grand vaisseau français à deux-ponts vers 1670.

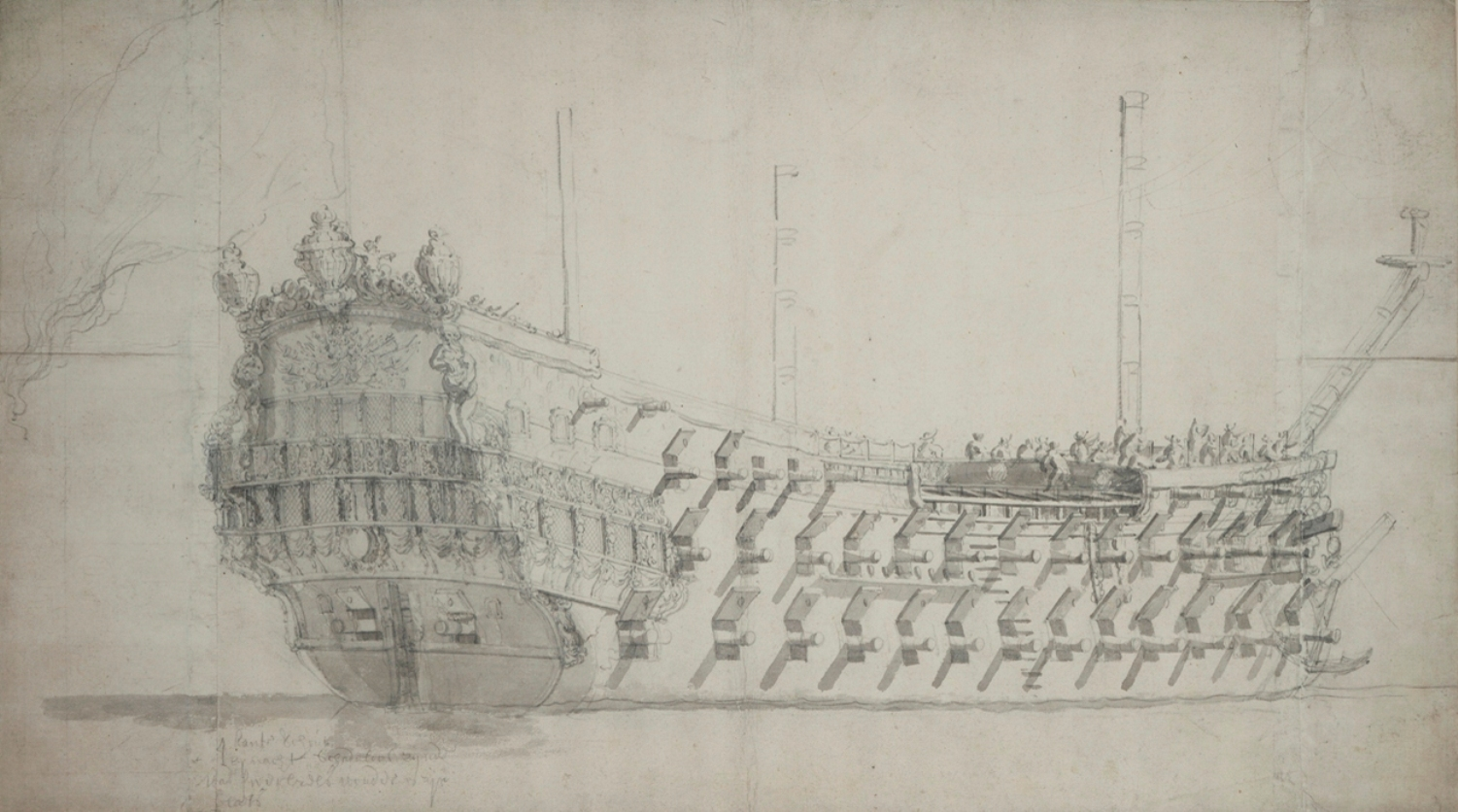
Le Royale Thérèse en 1673.

- Paris, 1669, 72-80 (rebaptisé Royale-Thérèse en 1671)
- Henry, 1669, 80 (rebaptisé Souverain en 1671, puis Admirable en 1678)
- Soleil-Royal, 1669, 104
- Charente, 1669, 60-66 (rebaptisé Belliqueux en 1671, puis Courtisan en 1678)
- François, 1669, 62-66 (rebaptisé Glorieux en 1671)
- Fort, 1669, 68-70 (rebaptisé Foudroyant en 1671)

- Sceptre, 1670, 80
- Madame, 1670, 72-76 (rebaptisé Pompeux en 1671)
- Royale-Thérèse, 1670, 70-76 (rebaptisé Saint-Esprit en 1671)
- Terrible, 1670, 68-70
- Tonnant, 1670, 64-66
- Joly, 1670, 70-80 (rebaptisé Henry en 1671)
- Rubis, 1670, 72-76 (rebaptisé Florissant en 1671)
- Brave, 1670, 50-54 (rebaptisé Prince en 1671)
- Louvre, 1670, 50 (rebaptisé Bourbon en 1671)
- Oriflamme, 1670, 50
- Navarrais, 1670, 56 (rebaptisé Excellent en 1671)
- Tourbillon, 1670, 28 (rebaptisé Pétillant en 1678)
- Vermandois, 1671, 70-76 (rebaptisé Superbe en 1671)
- Glorieux, 1671, 56, (rebaptisé Agréable en 1671)
- Parfait, 1671, 60-64
- Orgueilleux, 1672, 70-76
- Saint-Michel, 1673, 60-64
- Magnanime, 1673, 76-80
- Victorieux, 1673, 108

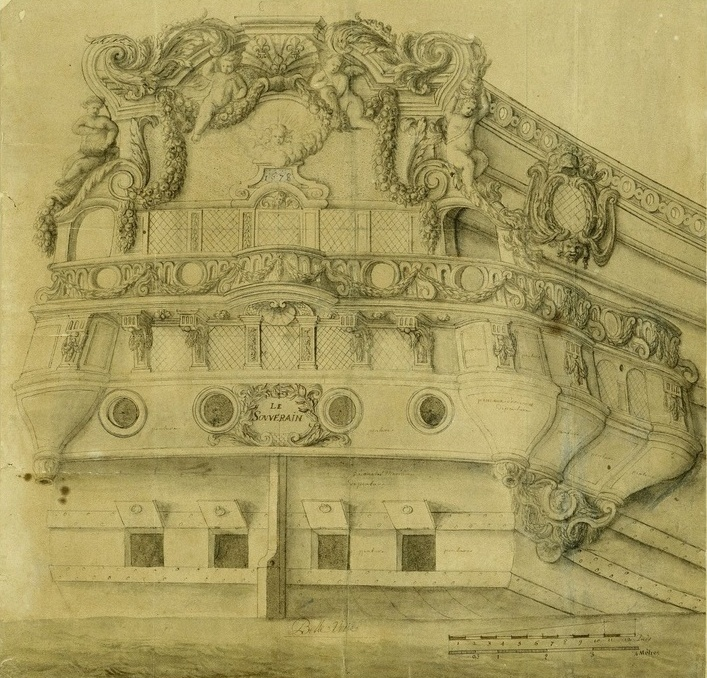
Vue arrière du vaisseau le Souverain lancé à Brest en 1678.

- Brave, 1675, 74-76 (rebaptisé Constant en 1675, puis Triomphant en 1678)
- Courtisan, 1676, 72-76 (rebaptisé Belliqueux en 1678)
- Admirable, 1678, 80-84 (rebaptisé Souverain en 1678)
- Écueil, 1678, 40-44
- Glorieux, 1679, 62-66
- Léger, 1679, 40

- Grand, 1680, 84-88
- Magnifique, 1680, 84
- Terrible, 1680, 76

- Ardent, 1680, 64-66
- Tonnant, 1681, 76
- Fier, 1682, 76
- Arrogant, 1682, 58
- Bourbon, 1683, 64
- Solide, 1683, 44
- Emporte, 1683, 44
- Gaillard, 1684, 44-48
- Marquis, 1685, 56-60
- Modéré, 1685, 52-56
- Courtisan, 1686, 64-66
- Content, 1686, 64-66
- L'Honoré, 1686, 48

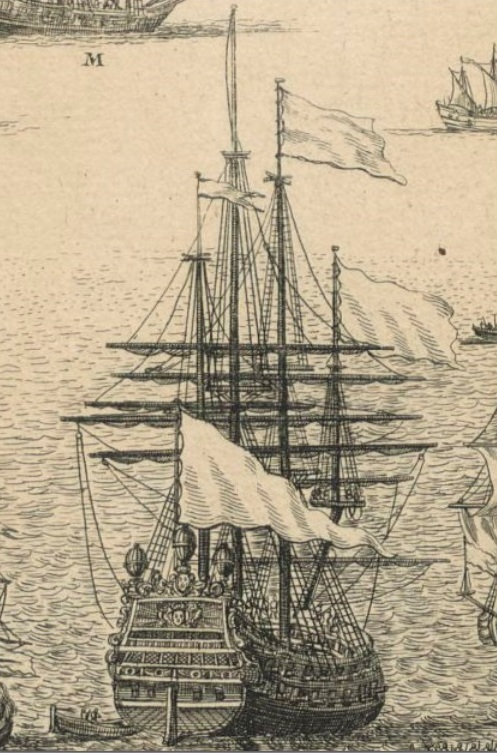
L’Ardent au bombardement de Gênes en 1684 (détail).

- Sérieux, 1687, 64 puis 58 (rebaptisé Croissant en 1688, puis Sérieux en 1689)
- François, 1687, 48-52
- Conquérant, 1688, 84
- Éclatant, 1688, 68-70
- Henri, 1688, 68
- Maure, 1688, 50-54
- Trident, 1688, 50
- Fortuné, 1689, 54-58
- Fleuron, 1689, 56-58
- Alcyon, 1689, 40

- Intrépide, 1690, 84

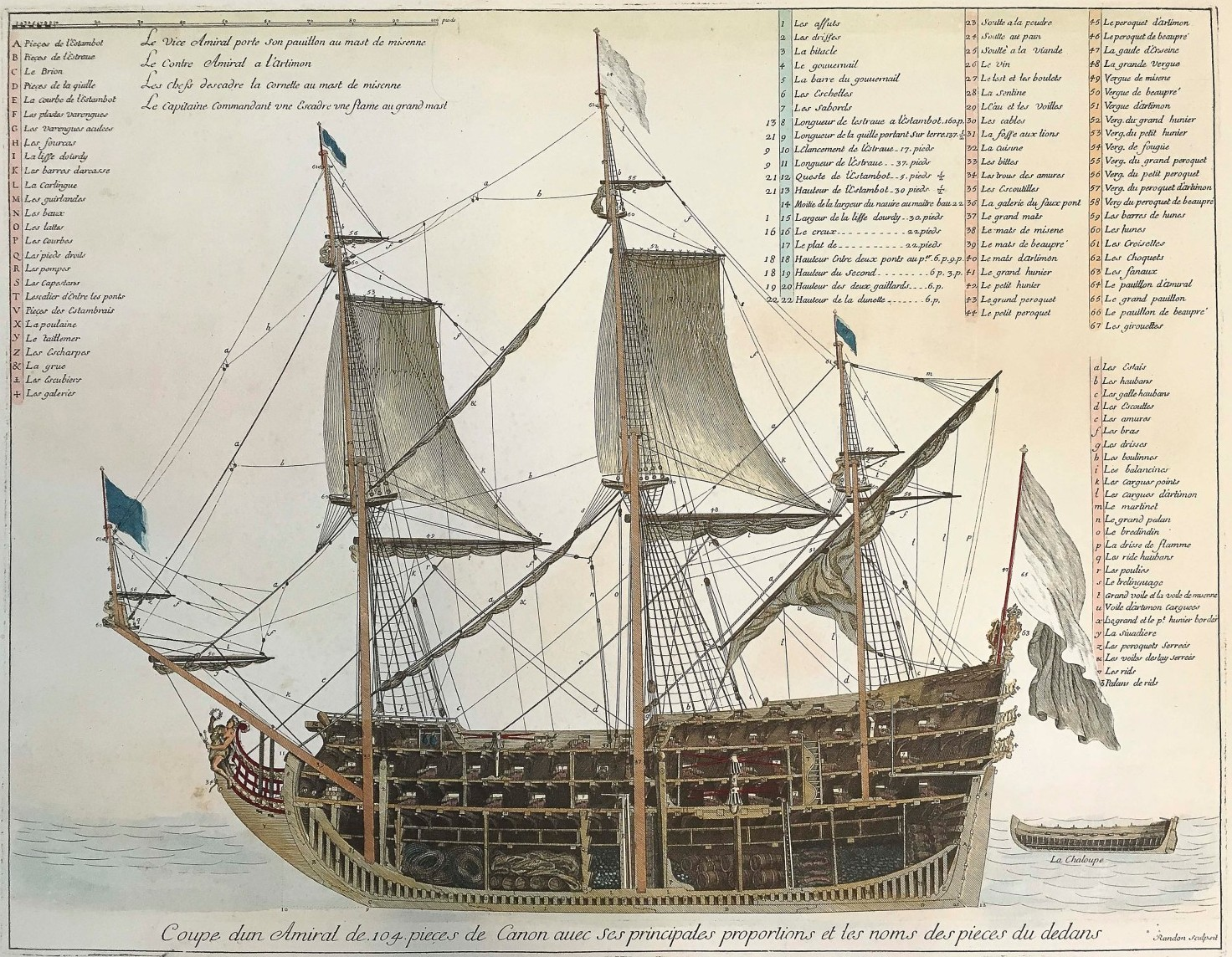
Coupe d'un vaisseau à trois-ponts français sans nom de 104 canons vers 1690 ayant « rang d'amiral ».

- Saint-Esprit, 1690, 90-94 (rebaptisé Monarque en 1690)
- Brillant, 1690, 64-66
- Aimable, 1690, 64-68
- Superbe, 1690, 70
- Invincible, 1690, 70
- Heureux, 1690, 68-70
- Constant, 1690, 68-70
- Gaillard, 1690, 66
- Laurier, 1690, 60
- Perle, 1690, 50-52
- Victorieux, 1691, 88-94
- Foudroyant, 1691, 84-90
- Orgueilleux, 1691, 90-94
- Admirable, 1691, 94
- Sceptre, 1691, 84-88
- Merveilleux, 1691, 92-96
- Fulminant, 1691, 98-96
- Ambitieux, 1691, 96
- Formidable, 1691, 96-94
- Lys, 1691, 84-88
- Sirène, 1691, 60
- Saint-Esprit, 1691, 74-76
- Écueil, 1691, 66-68
- Juste, 1691, 62-66
- Entendu, 1691, 58-60
- Adroit, 1691, 44
- Opiniatre, 1691, 40
- Poli, 1691, 40
- Aigle, 1692, 36-40[6]
- Favory, 1692, 36-40
- Vainqueur, 1692, 84
- Royal Louis, 1692, 112-110
- Merveilleux, 1692, 100-98
- Foudroyant, 1692, 104 (rebaptisé Soleil-Royal en 1693)
- Magnifique, 1692, 86-88
- Ambitieux, 1692, 92-96
- Admirable, 1692, 96-90
- Bizarre, 1692, 68
- Bourbon, 1692, 68
- Saint-Louis, 1692, 64-66
- Prompt, 1692, 70-76
- Capable, 1692, 58-60
- Indien, 1692, 56
- Terrible, 1693, 100-104
- Tonnant, 1693, 90
- Saint-Philippe, 1693, 90-92
- Triomphant, 1693, 94-98
- Soleil-Royal, 1693, 104 (rebaptisé Foudroyant en 1693)
- Fort, 1693, 70
- Éole, 1693, 62-64
- Bon, 1693, 56
- Gaillard, 1693, 50-56
- Pélican, 1693, 50
- Fier, 1694, 90-94

- Content, 1695, 60-64
- Fougueux, 1695, 50-56
- Téméraire, 1695, 50-56
- Trident, 1695, 56-60
- Solide, 1695, 50
- Mutine, 1695, 40
- Volontaire, 1695, 44
- Mercure, 1696, 52-60
- Amphitrite, 1696, 42-44
- Avenant, 1696, 42
- Assuré, 1697, 60
- Prudent, 1697, 60
- Dauphine, 1697, 40-42
- Triton, 1697, 44
- Thétis, 1697, 44
- Renommée, 1698, 44-48
- Maurepas, 1698, 46
- Hasardeux, 1699, 50
- Oriflamme, 1699, 64
- Adélaïde, 1699, 44

- Ferme, 1700, 66-70
- Amphitrite, 1700, 52 puis 48
- Héros, 1701, 46
- Parfait, 1701, 72-76
- Dryade, 1702, 44-46
- Toulouse, 1703, 62
- Triton, 1703, 50-52
- Oriflamme, 1704, 60-62
- Neptune, 1704, 72
- Jason, 1704, 54-58
- Auguste, 1704, 54-58
- Parfaite, 1704, 40

- Achille, 1705, 62-64
- Hercule, 1705, 56-60
- Mars, 1705, 54
- Griffon, 1705, 44-50
- Thétis, 1705, 44-50
- Saint-Michel, 1706, 70-74
- Lys, 1706, 72
- Magnanime, 1706, 72
- Dauphine, 1706, 60
- Bourbon, 1706, 54
- Pompeux, 1707, 72
- Atalante, 1707, 40-44
- Diane, 1707, 42-44
- Amazone, 1707, 40-42
- Gloire, 1707, 38
- Superbe, 1708, 56
- Argonaute, 1708, 42-50

## Règne de Louis XV (1715-1774)

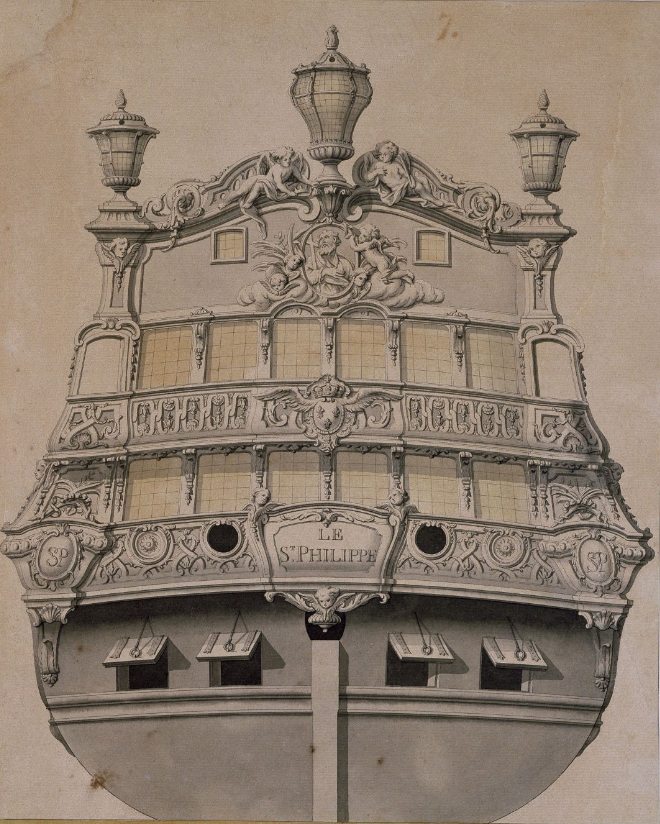
Le Saint-Philippe, l'un des rares vaisseaux lancés au début du règne de Louis XV. (1721, Musée de la Marine).

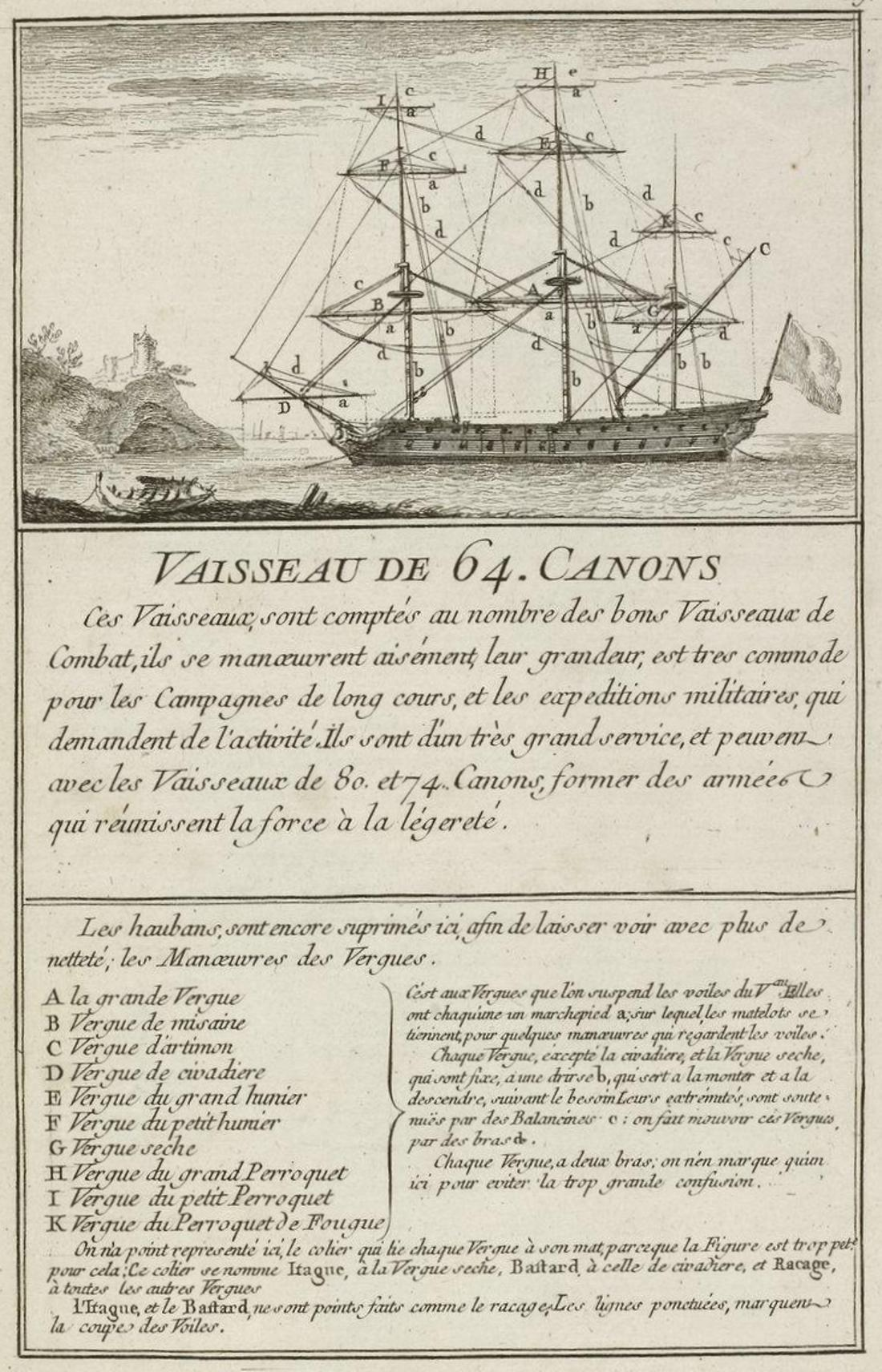
Modèle type de l'un des nombreux vaisseaux français de 64 canons du milieu du XVIIIe siècle.

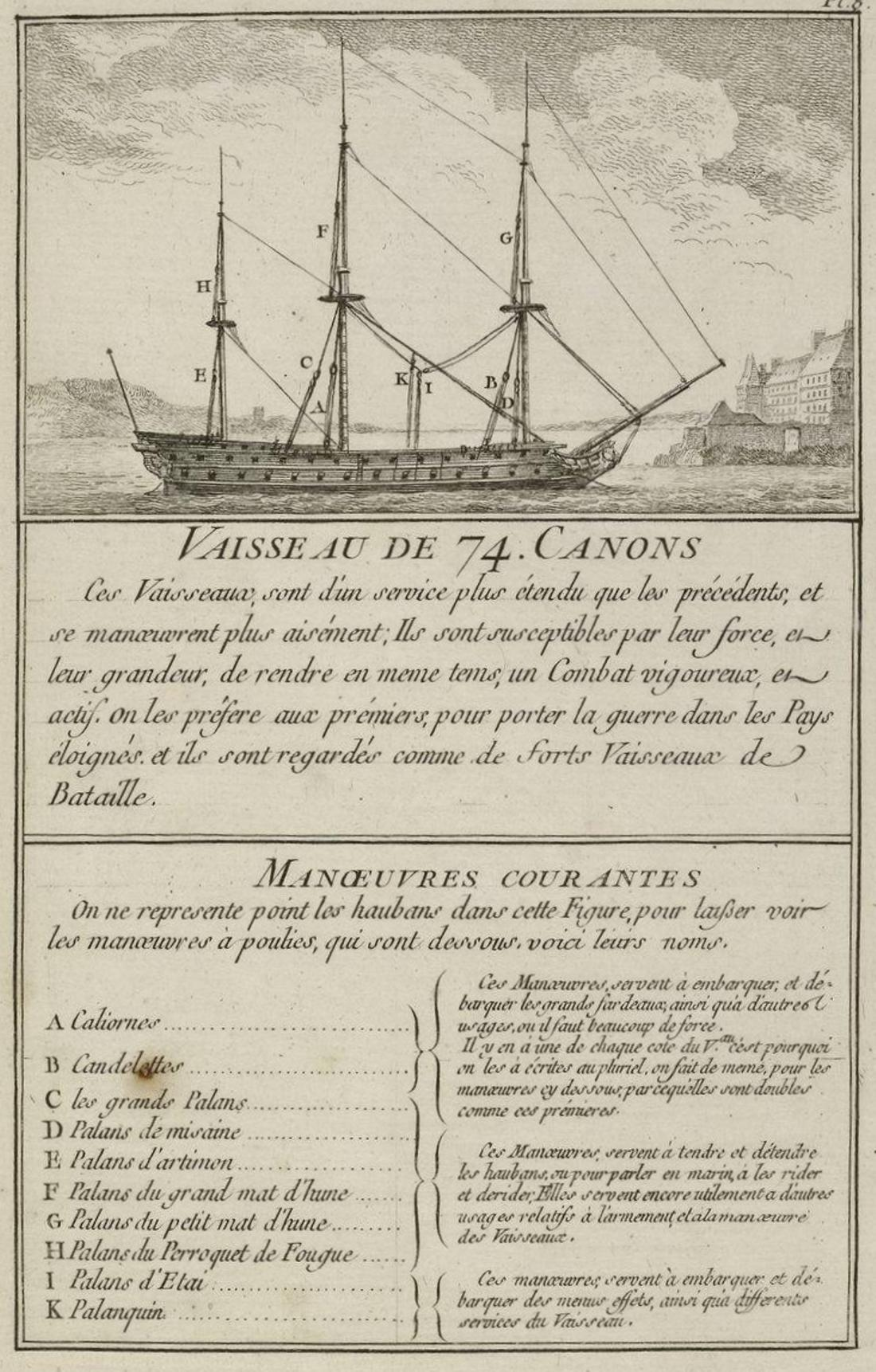
Modèle type de l'un des nombreux vaisseaux français de 74 canons du milieu du XVIIIe siècle.

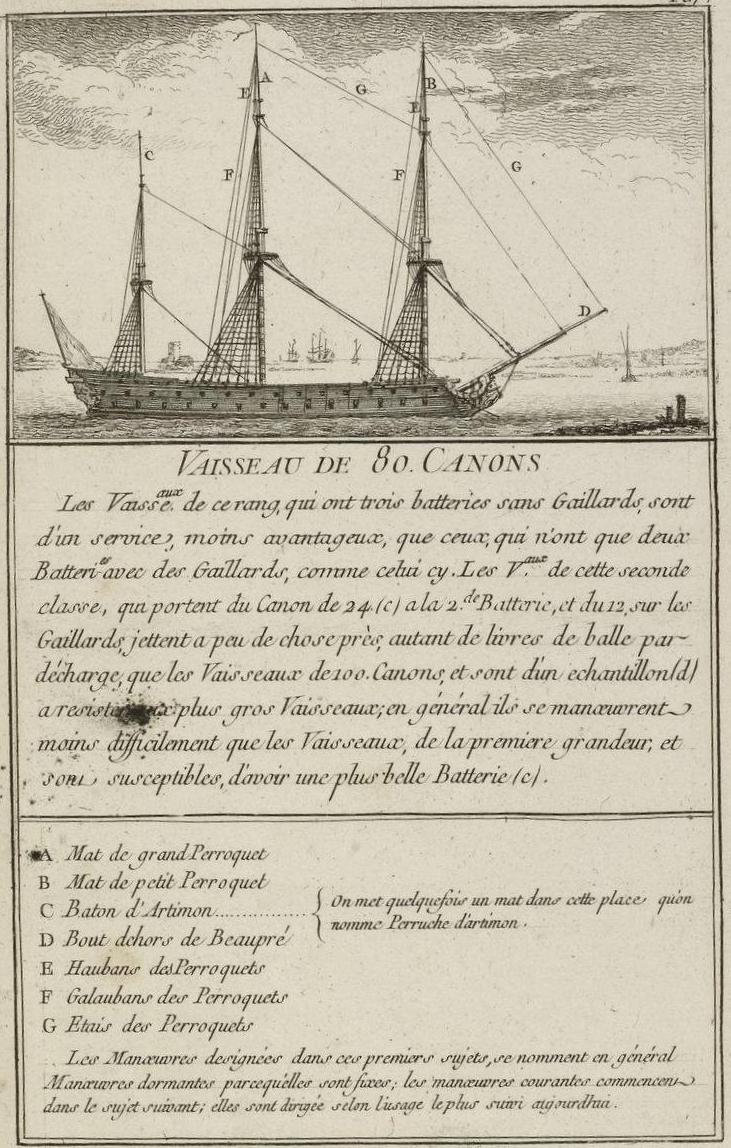
Modèle de vaisseau français de 80 canons du milieu du XVIIIe siècle. Texte et dessin de Nicolas Ozanne.

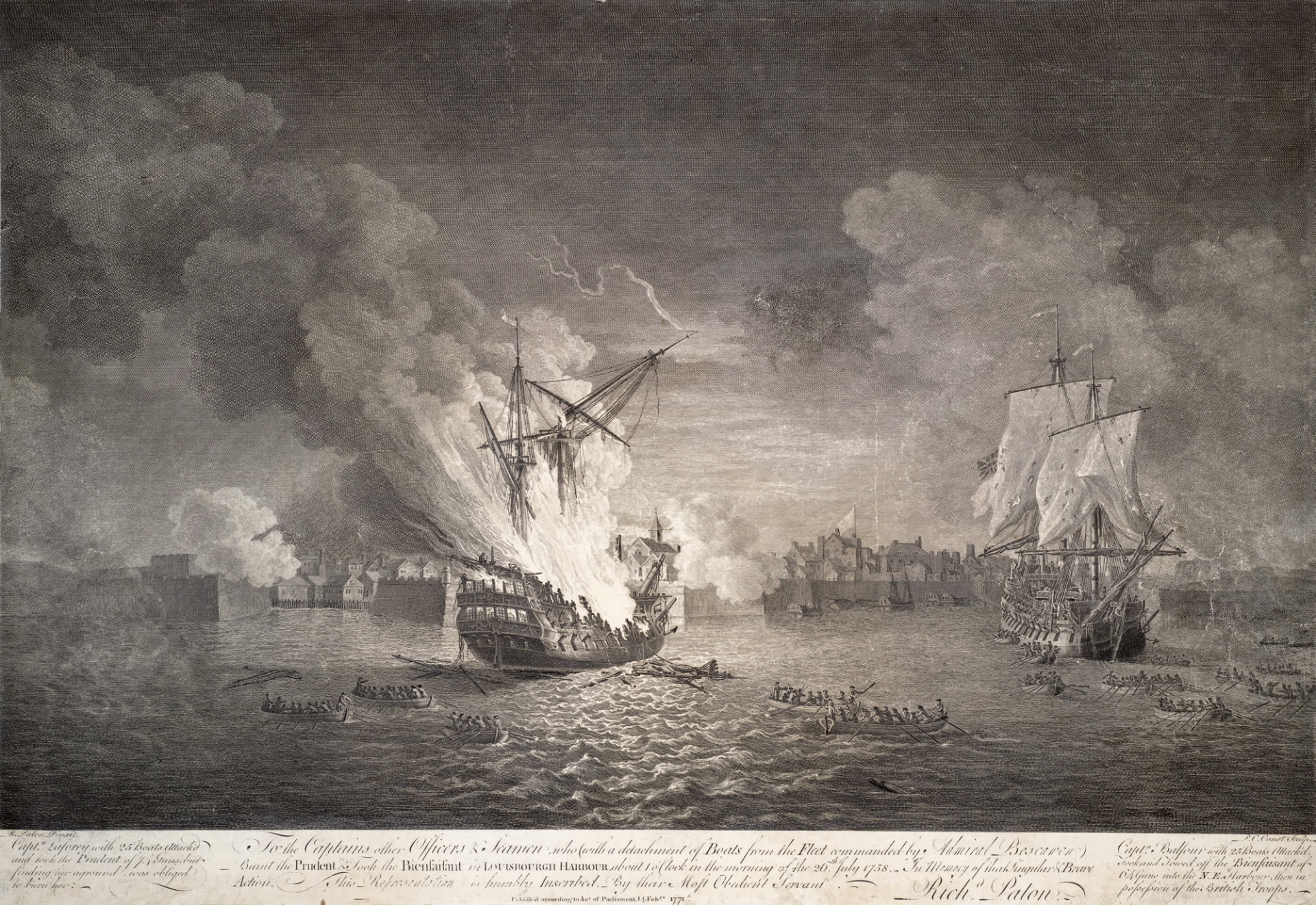
Exemple de vaisseaux capturés ou détruits pendant la guerre de Sept Ans. (Siège de Louisbourg, 1758).

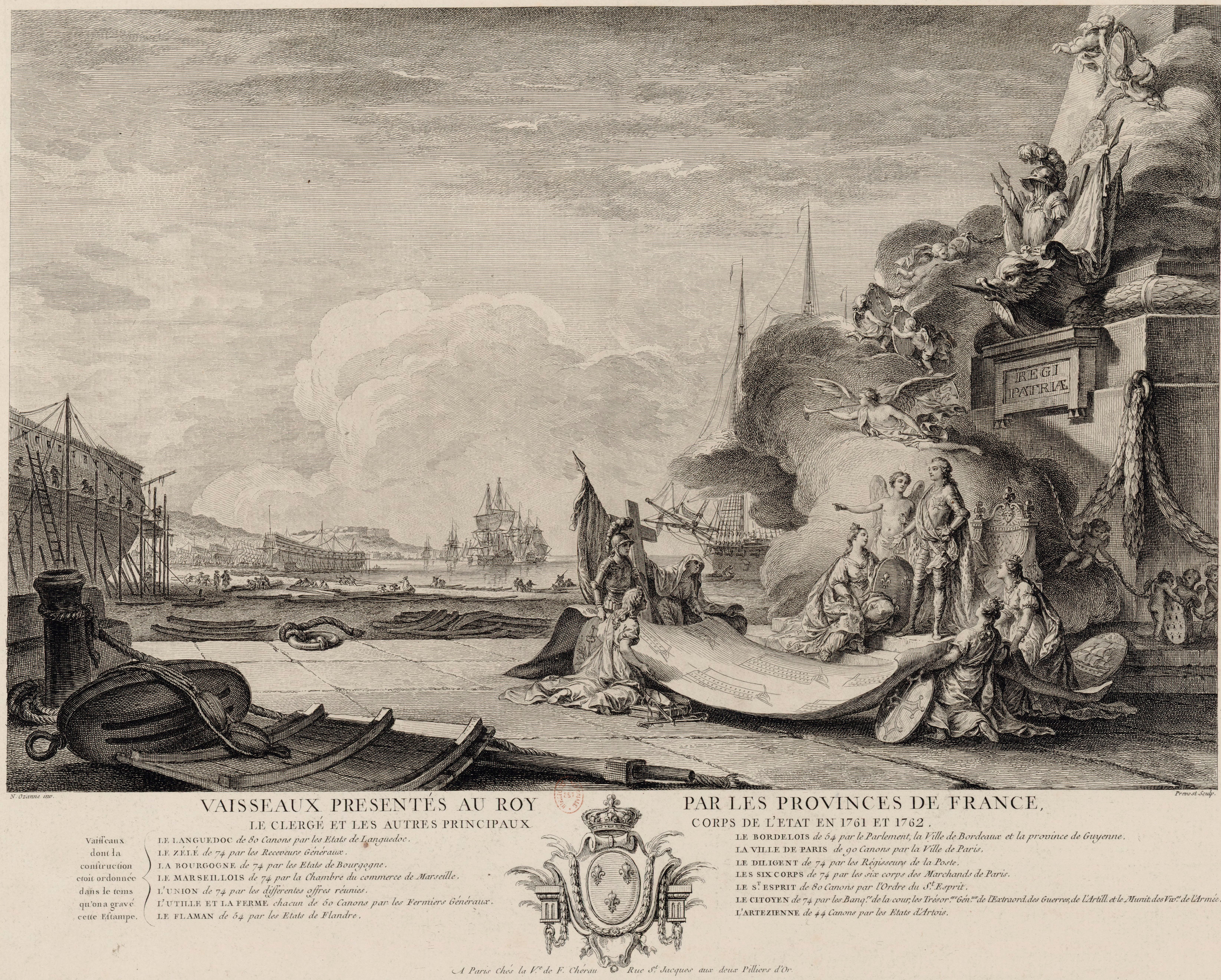
Gravure et texte allégorique de 1762 présentant à Louis XV le don des vaisseaux.

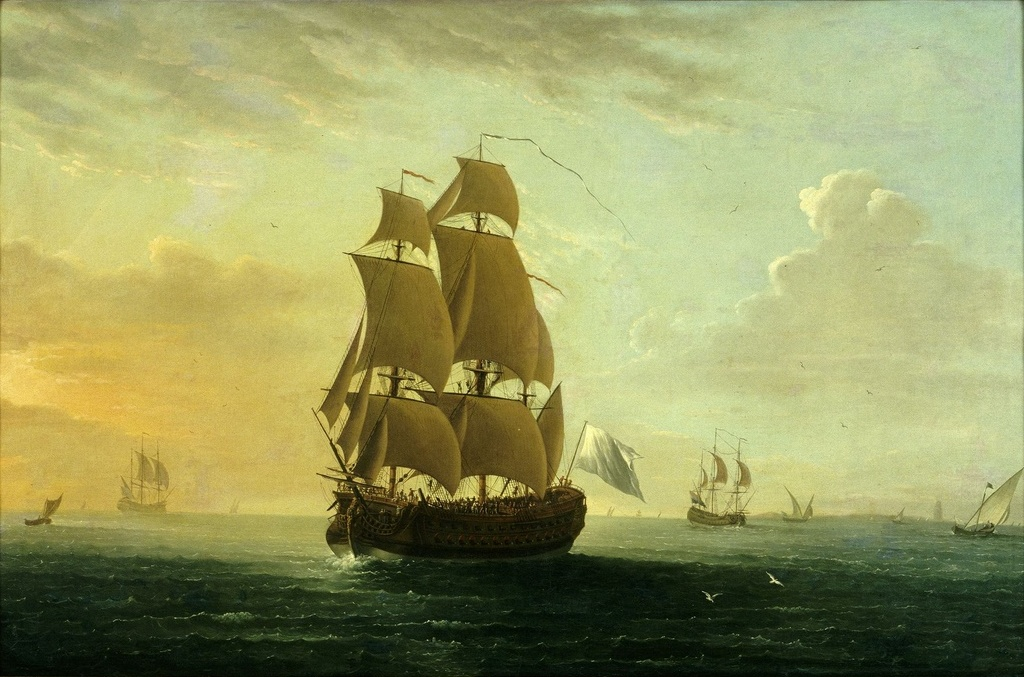
Vaisseau de ligne français anonyme à la mer vers 1750-1760.

La Régence (1715-1723) et le début du règne de Louis XV est une période de paix et de désarmement naval : les arsenaux sont presque désertés, les constructions sont limitées par de faibles crédits et les vaisseaux pourrissent à quai. Dans les années 1740-1750, le réarmement pousse la Marine royale à standardiser la taille et l'armement de ses nouveaux vaisseaux : les vaisseaux de 64 canons (le modèle en est le Borée lancé en 1735) et de 74 canons (l’Invincible de 1744) forment désormais le gros de la ligne de bataille, tandis que ceux de 80 canons sur deux ponts (le Soleil Royal de 1749) servent de vaisseaux-amiraux. Dans les années 1760, profitant de l’avance technique acquise sur les deux-ponts de 74 et 80 canons, des trois-ponts (104 à 116 canons) sont de nouveau lancés, tandis que de nouveaux noms apparaissent à la suite du don des vaisseaux. Ils comblent les lourdes pertes de la guerre de Sept Ans et préparent la guerre de revanche qui interviendra sous le règne suivant.
- Content, 1717, 60
- Bourbon, 1719, 74

- Sceptre, 1720, 74
- Saint-Philippe, 1722, 74
- Duc d'Orléans, 1722, 74
- Argonaute, 1722, 44-50
- Ardent, 1723, 64
- Parfaite, 1723, 44-50
- Phénix, 1723, 74
- Espérance, 1723, 74
- Ferme, 1723, 74
- Neptune, 1723, 74
- Jason, 1724, 50-58
- Tigre, 1724, 50-58
- Brillant, 1724, 50-58
- Néreïde, 1724, 44-50
- Foudroyant, 1724 110
- Juste, 1725, 74
- Saint-Esprit, 1726, 74
- Alcyon, 1726, 50-58
- Léopard, 1727, 62
- Gloire, 1727, 44-50
- Rubis, 1728, 50-58

- Fleuron, 1730, 64
- Diamant, 1733, 50-58
- Aquilon, 1733, 42
- Borée, 1734, 64
- Superbe, 1738, 74
- Dauphin-Royal, 1738, 74-70
- Terrible, 1739, 78-74

- Apollon, 1740, 56
- Mars, 1740, 64
- Sérieux, 1740, 64
- Auguste, 1741, 50-58
- Saint-Michel, 1741, 64
- Trident, 1742, 64
- Alcide, 1743, 64
- Tonnant, 1743, 80
- Caribou, 1744, 52
- Magnanime, 1744, 74
- Invincible, 1744, 74
- Oriflamme, 1744, 50-56
- Étoile, 1745, 50-58
- Aurore, 1745, 44-50
- Arc-en-Ciel, 1745, 50-58
- Fier, 1745, 60-62
- Vigilant, 1745, 64
- Lys, 1746, 64
- Conquérant, 1746, 74
- Junon, 1747, 44-50
- Fougueux, 1747, 64
- Triton, 1747, 64
- Dragon, 1747, 64
- Achille, 1747, 64
- Monarque, 1747, 74
- Intrépide, 1747, 74
- Sceptre, 1747, 74
- Protée, 1748, 64
- Saint-Laurent, 1749, 60-62
- Amphion, 1749, 50-58
- Couronne, 1749, 74
- Hippopotame, 1749, 50-58 (rebaptisé Fier-Rodrigue en 1777)
- Orphée, 1749, 64
- Magnifique, 1749, 74
- Redoutable, 1749, 74
- Soleil-Royal, 1749, 80
- Téméraire, 1749, 74

- Aigle, 1750, 50
- Opiniâtre, 1750, 64
- Hardi, 1750, 64
- Illustre, 1750, 64
- Florissant, 1750, 74
- Orignal, 1750, 62.
- Foudroyant, 1751, 80
- Entreprenant, 1751, 74
- Bizarre, 1751, 64
- Lion, 1751, 64
- Sage, 1751, 64
- Formidable, 1751, 80

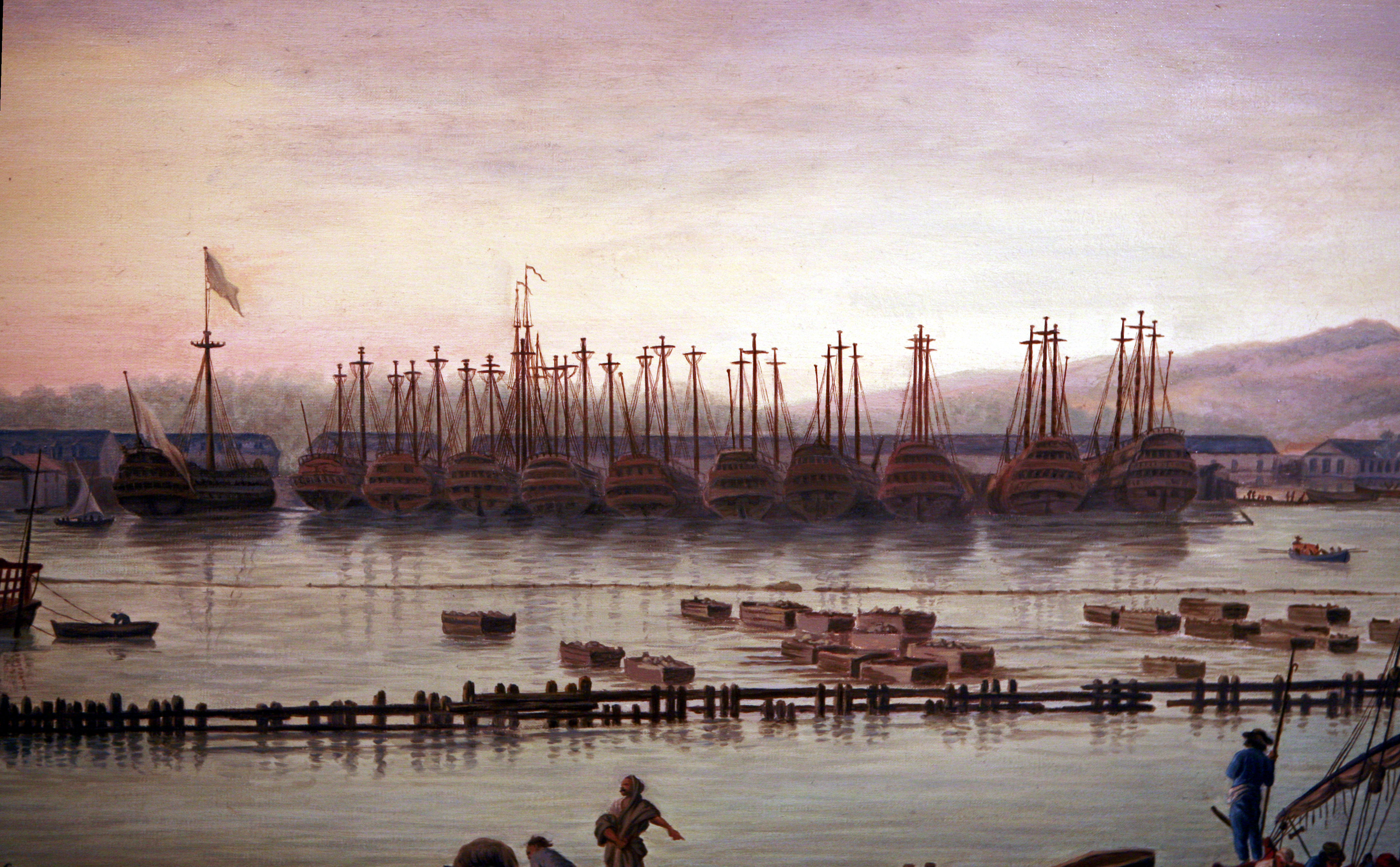
Vaisseaux désarmés à Toulon au milieu des années 1750.

- Duc-de-Bourgogne, 1752, 80 (renommé Peuple en 1792 puis Caton en 1794)
- Palmier, 1752, 74
- Héros, 1752, 74
- Actif, 1752, 64
- Éveillé, 1752, 64
- Prudent, 1753, 74
- Guerrier, 1753, 74
- Courageux, 1753, 74
- Capricieux, 1753, 64
- Algonquin, 1753, 74
- Défenseur, 1754, 74
- Bienfaisant, 1754, 64
- Inflexible, 1755, 64
- Sphinx, 1755, 64
- Vaillant, 1755, 64
- Hector, 1755, 74
- Diadème, 1756, 74 (renommé Brutus 1792)
- Sainte-Anne, 1756, 64
- Danae, 1756, 44-50
- Glorieux, 1756, 74
- Zodiaque, 1756, 74
- Raisonnable, 1756, 64
- Belliqueux, 1756, 64
- L'Océan 1756, 80
- L'Orient, 1756, 80, puis 74 canons (navire racheté à la Compagnie des Indes)
- Brillant, 1757, 64
- Centaure, 1757, 74
- Minotaure, 1757, 74
- Souverain, 1757, 74 (renommé Peuple-Souverain en 1792)
- Célèbre, 1757, 64
- Robuste, 1758, 74
- Fantasque, 1758, 64
- Solitaire, 1758, 64
- Modeste, 1759, 64
- Thésée, 1759, 74
- Royal-Louis, 1759, 116

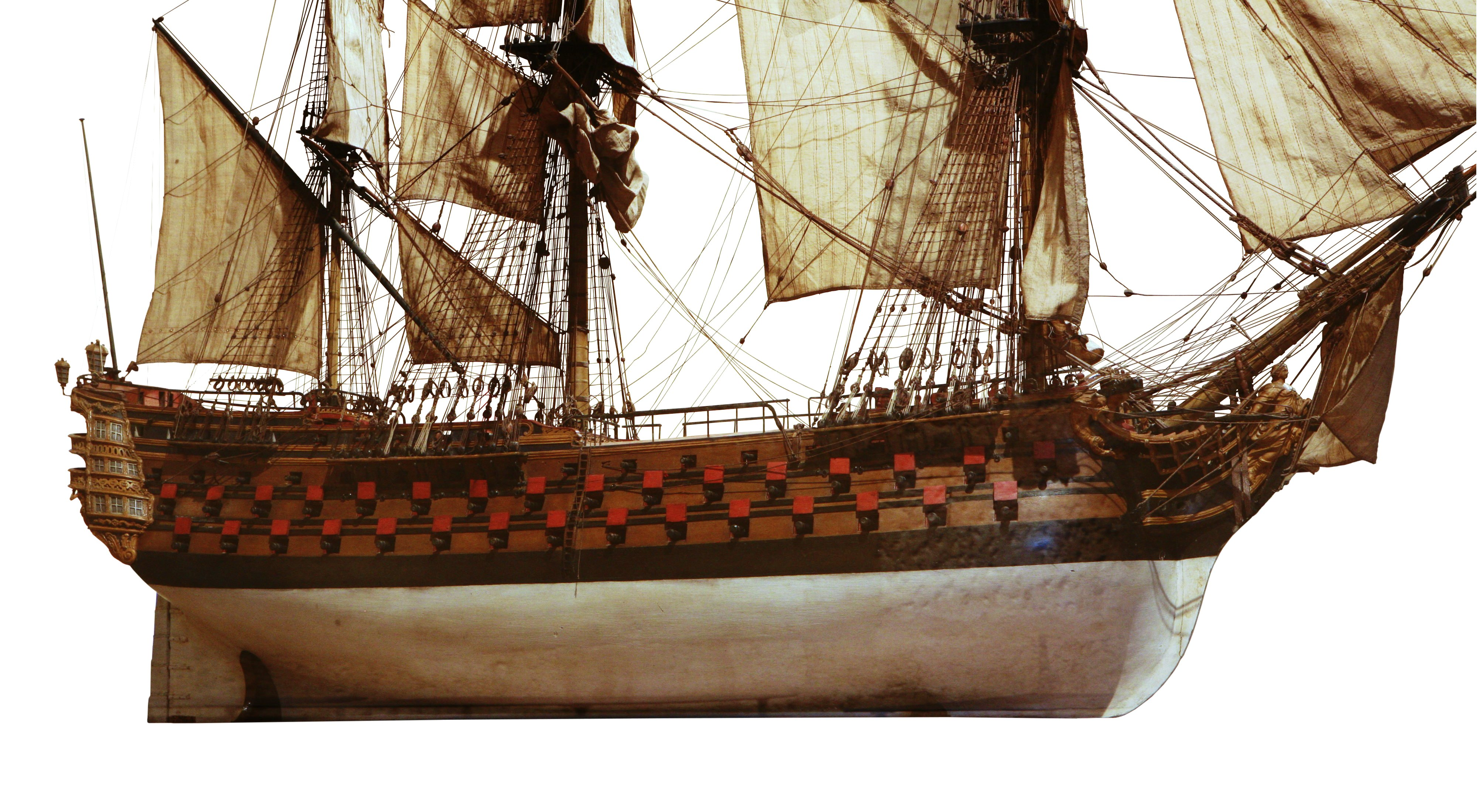
Le Bretagne, trois-ponts issu du « don des vaisseaux » dans les années 1760.

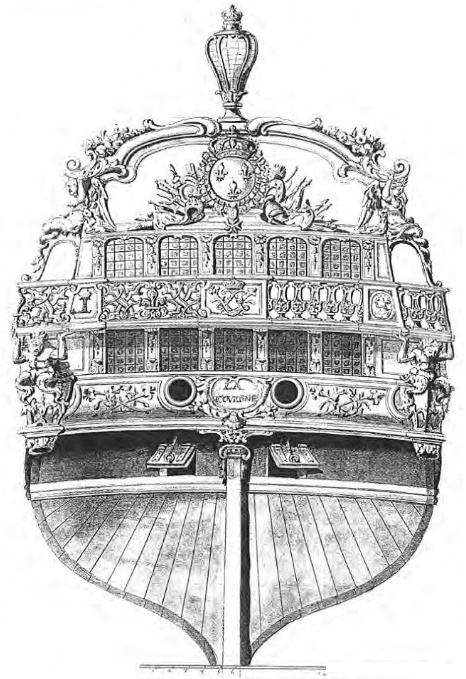
La Couronne, vaisseau de 74 canons de 1749 refondu en 80 canons à Brest en 1766-1768.

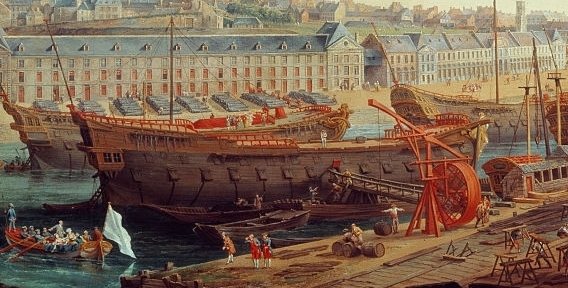
L'un des derniers vaisseaux lancés sous Louis XV : lÉveillé, à Brest en 1772. (Tableau de 1774).

- Notre-Dame-du-Rosaire, 1760, 64 (renommée Hasard en 1762)
- Vierge-de-Santé, 1760, 64 (renommée Rencontre en 1762)
- Saint-Vincent-de-Paul, 1760, 64 (renommé Aventurier en 1762)
- Altier, 1760, 64
- Protecteur, 1760, 74
- Sagittaire, 1761, 50-58
- Diligent, 1762, 74
- Six Corps, 1762, 74
- Bordelais, 1763, 50-58
- Ferme, 1763, 50-58
- Zélé, 1763, 74
- Provence, 1763, 64
- Union, 1763, 64
- Utile, 1764, 50-58
- Citoyen, 1764, 74
- Ville-de-Paris, 1764, 90 puis 104
- Conquérant, 1765, 74
- Flamand, 1765, 50-58
- Saint-Esprit, 1765, 80 (renommé Scipion en 1794)
- Artésien, 1765, 64
- Vengeur (en), 1765, 64 (navire acheté à la Compagnie des Indes)
- Bretagne, 1766, 110 (renommé Révolutionnaire en 1793)
- Bourgogne, 1766, 74
- Languedoc, 1766, 80 (renommé Antifédéraliste en 1794, puis Victoire en 1795)
- Marseillois, 1766, 74 (renommé Vengeur-du-Peuple en 1794)
- Commerce-de-Montpellier, 1766, 74 (renommé Antifédéraliste en 1794)
- Palmier, 1766, 74
- Actif, 1767, 74
- César, 1768, 74
- Couronne, 1768, 80 (renommé Ça-Ira en 1792)
- Bien-Aimé, 1769, 74

- Victoire, 1770, 74
- Actionnaire, 1770, 64
- Roland, 1771, 64
- Alexandre, 1771, 64
- Éveillé, 1772, 64

## Règne de Louis XVI (1774-1792)

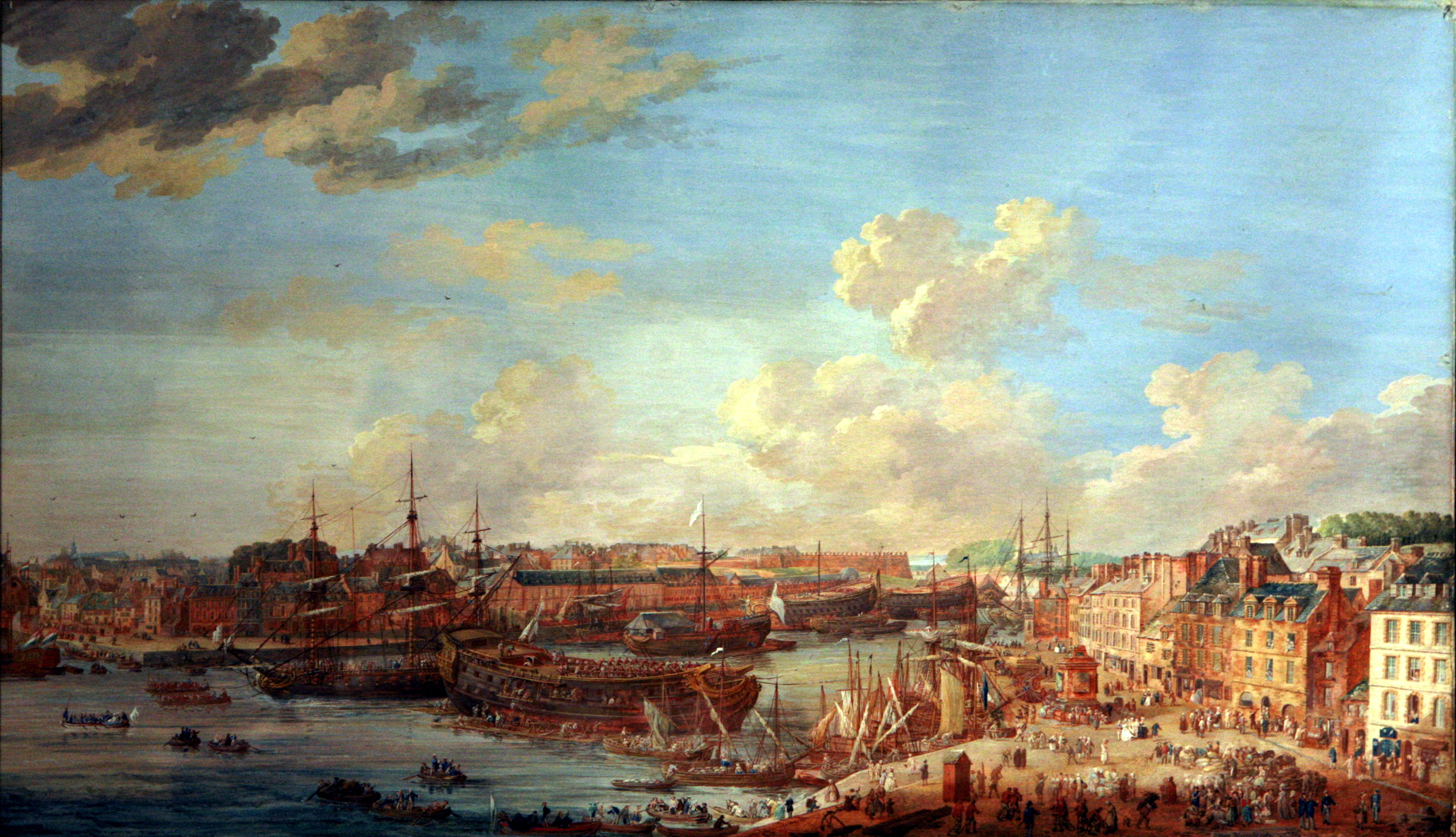
Vaisseau en cours d'armement à Brest en 1776.

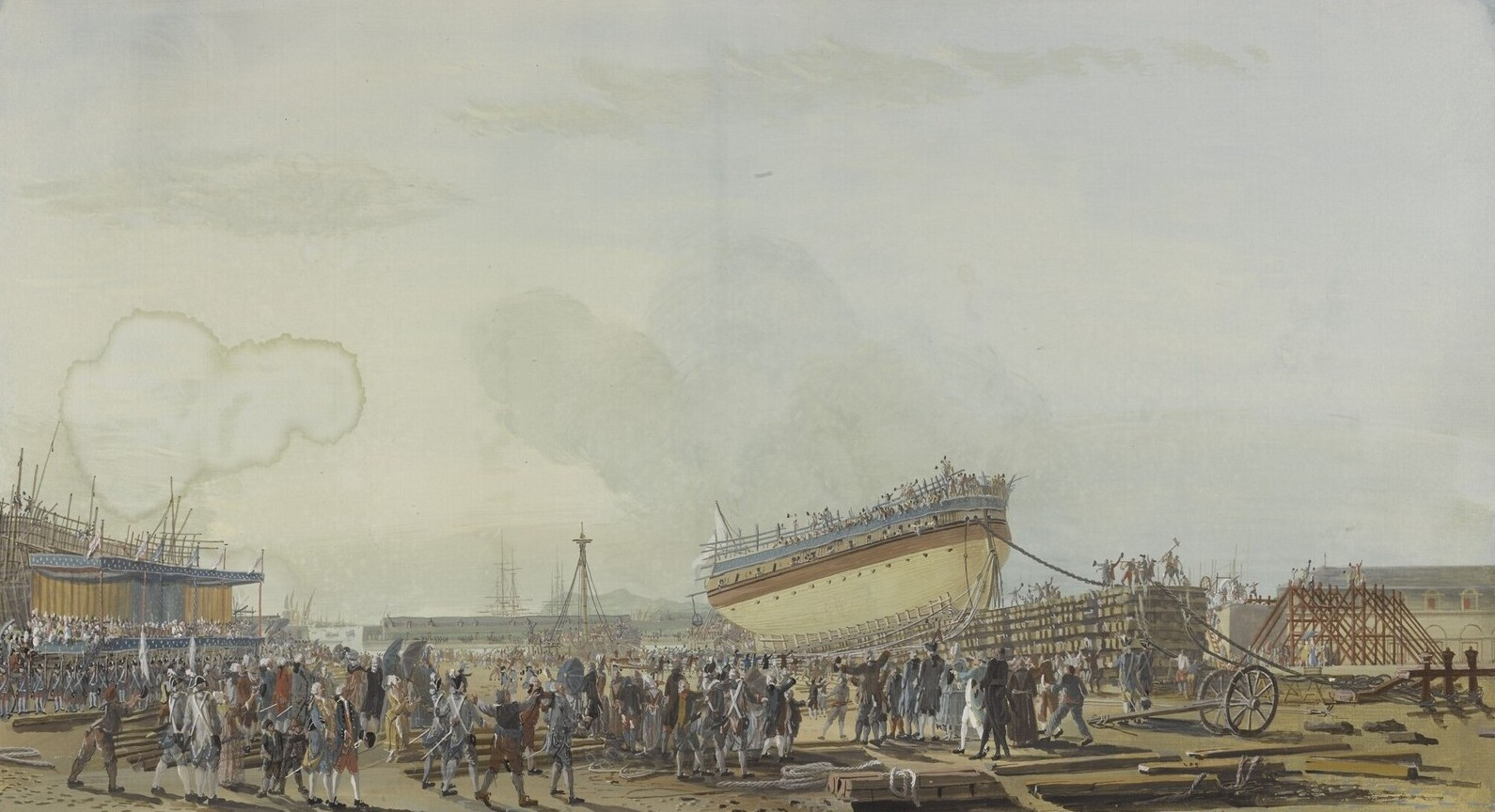
Lancement du vaisseau de 64 canons le Caton à Toulon en 1777.

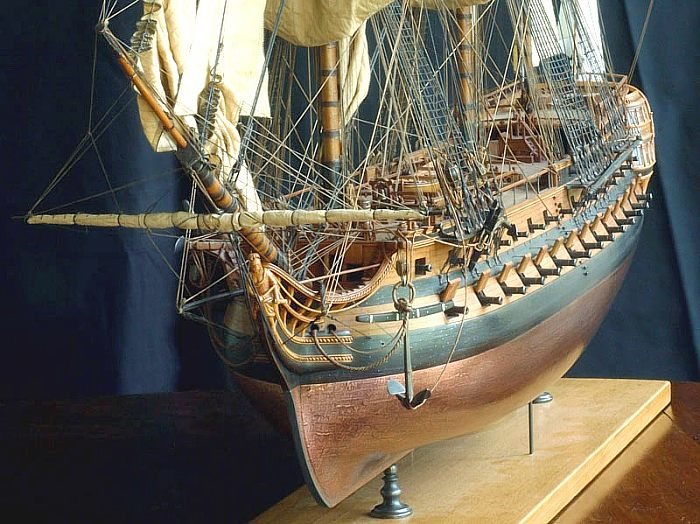
Vaisseau de 74 canons doublé de cuivre typique des années 1780.

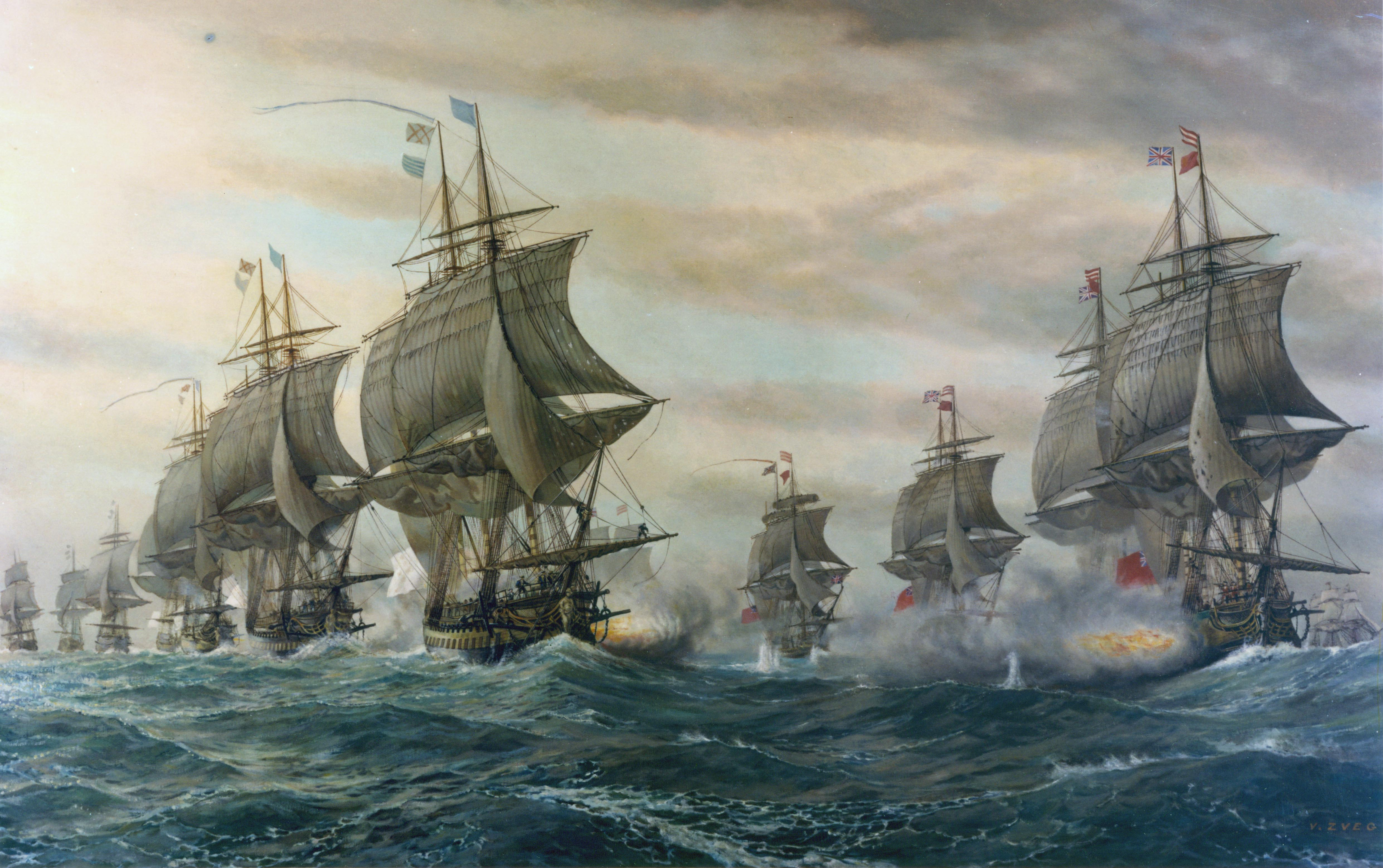
La bataille de la Chesapeake en Amérique couronne victorieusement les efforts navals entrepris depuis le début du règne de Louis XVI.

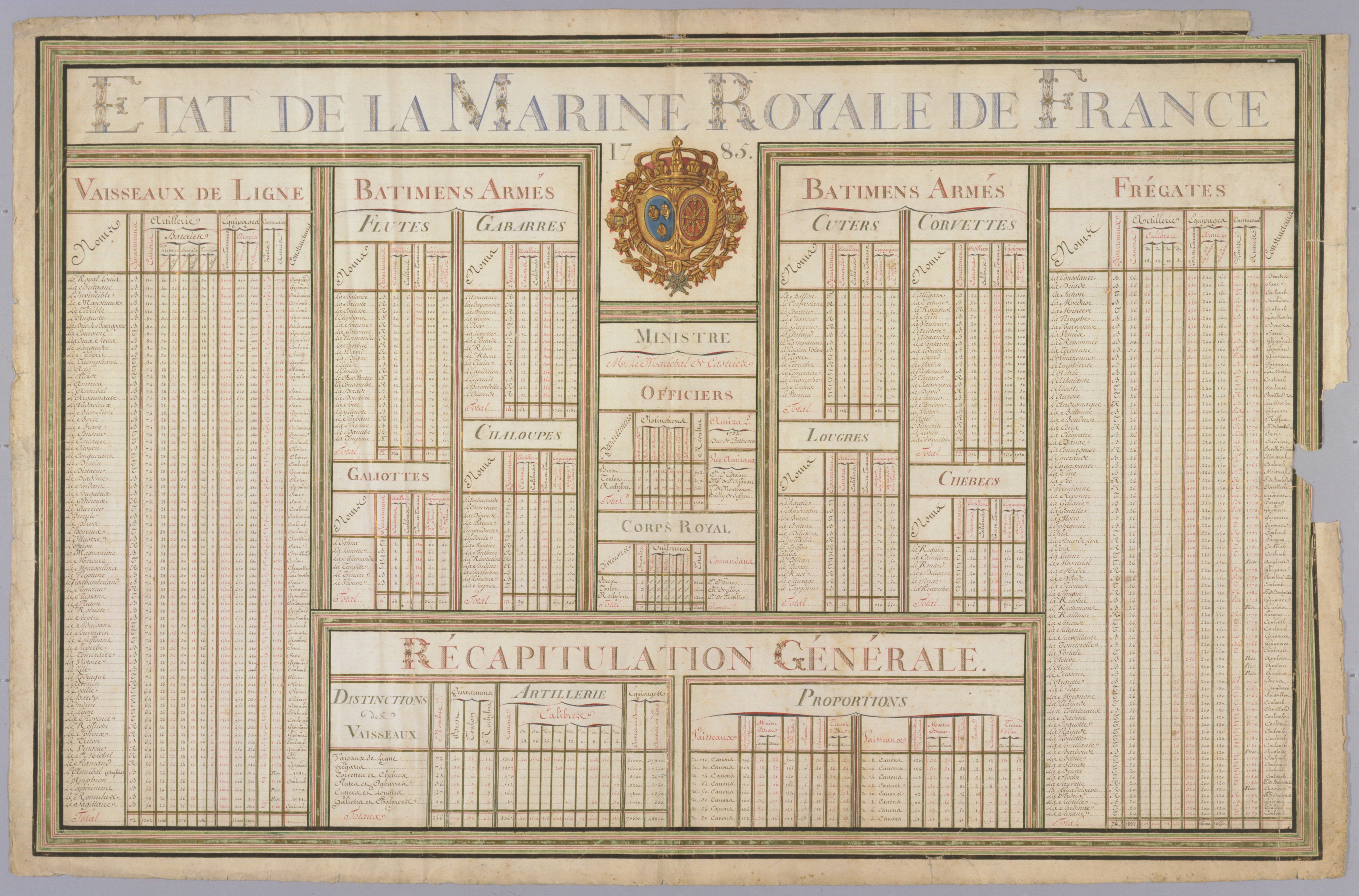
L'État de la Marine Royale de France en 1785 décompte 256 navires, dont 72 vaisseaux de ligne, 74 frégates, 28 corvettes et chébecs, et des dizaines de petites unités (gabares, cotres...). C'est l'une des plus fortes marines que la France ait jamais comptées.

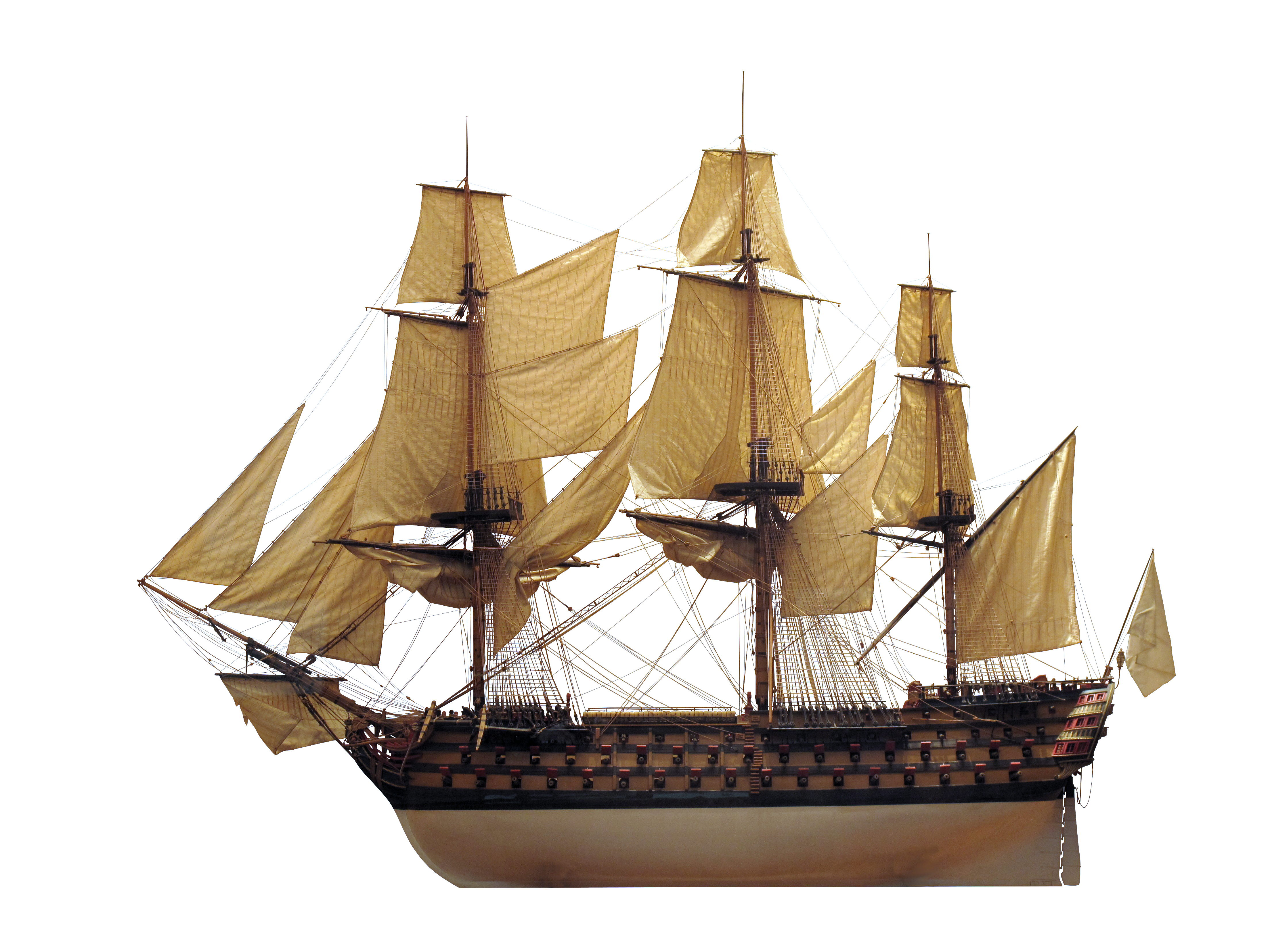
Le, premier trois-ponts du modèle Borda-Sané lancé en 1788.

Louis XVI, passionné de mer et de géographie, accorde beaucoup d'attention et d'argent à sa marine. La période qui va de 1774 à 1783 est marquée par la remise à niveau de la flotte qui avait été négligée dans les dernières années du règne de Louis XV et par la participation victorieuse à la guerre d'Indépendance américaine. Pendant le conflit, les mises en chantiers sont très nombreuses. Les années qui suivent poursuivent cet effort de construction qui se double d'une volonté de standardisation. Supervisée par l'ingénieur du génie maritime Jean-Charles de Borda, la construction des vaisseaux se fait selon seulement trois modèles, sur les plans de l'architecte-ingénieur Jacques-Noël Sané : les 74 canons de la classe Téméraire, les 80 canons de la classe Tonnant et les 118 canons de la classe Commerce de Marseille. Tous sont de grande dimension dans leur catégorie tout en faisant preuve de qualités maritimes exemplaires. Les vaisseaux plus faiblement artillés (50, 64 canons) sont progressivement mis à la casse.
- Maréchal-de-Broglie, 1774, 64 (renommé Ajax en 1778)
- Solitaire, 1774, 64
- Brillant, 1774, 64
- Réfléchi, 1776, 64
- Fendant, 1776, 74
- Sphinx, 1776, 64
- Caton, 1777, 64
- Destin, 1777, 74
- Neptune, 1778, 74
- Scipion, 1778, 74
- Hercule, 1778, 74 (rasé en frégate de 50 canons en 1794)
- Pluton, 1778, 74
- Héros, 1778, 74
- Annibal, 1778, 74 (renommé Achille en 1786)
- Auguste, 1778, 80 (renommé Jacobin en 1793, puis Neuf-Thermidor en 1794)
- Sévère, 1778, 64
- Jason, 1779, 64
- Northumberland, 1779, 74
- Magnanime, 1779, 74
- Triomphant, 1779, 80
- Hermione, 1779, vaisseau de 26 canons de 12 livres et 8 canons de 6 livres
- Sceptre, 1780, 74
- Invincible, 1780, 110
- Royal Louis, 1780, 110 (renommé Républicain en 1792)
- Terrible, 1780, 110
- Majestueux, 1780, 110 (renommé Républicain en 1797)
- Couronne, 1781, 80 (renommé Ça-Ira en 1792)
- Illustre, 1781, 74 (rasé en frégate de 52 canons et renommé Scévola en 1794)
- Argonaute, 1781, 74 (rasé en frégate de 42 canons et renommé Flibustier en 1794)
- Brave, 1781, 74
- Pégase, 1781, 74
- Dictateur, 1782, 74 (renommé Liberté en 1792)
- Suffisant, 1782, 74
- Puissant, 1782, 74
- Alcide, 1782, 74
- Censeur, 1782, 74
- Centaure, 1782, 74
- Heureux, 1782, 74
- Téméraire, 1782, 74
- Séduisant, 1783, 74 (renommé Pelletier en 1793, puis Séduisant en 1795)
- Mercure, 1783, 74
- Audacieux, 1784, 74
- Superbe, 1784, 74
- Deux-Frères, 1784, 80 (renommé Juste en 1792)

- Généreux, 1785, 74
- Commerce de Bordeaux, 1785, 74 (renommé Bonnet-Rouge puis Timoléon en 1794)
- Ferme, 1785, 74 (renommé Phocion en 1792)
- Fougueux, 1785, 74
- Patriote, 1785, 74
- Commerce-de-Marseille, 1785, 74 (renommé Lys en 1786, puis Tricolore en 1792)
- Borée, 1785, 74 (renommé Ça-Ira puis Agricola en 1794)
- Commerce de Marseille, 1788, 118
- Orion, 1787, 74 (renommé Mucius-Scaevola puis Mucius en 1793)
- Léopard, 1787, 74
- Entreprenant, 1787, 74
- Impétueux, 1787, 74
- Apollon, 1788, 74 (renommé Gasparin en 1794, puis Apollon en 1795 et Marceau en 1797)
- America, 1788, 74
- Duquesne, 1788, 74
- Duguay-Trouin, 1788, 74
- Tourville, 1788, 74
- Aquilon, 1789, 74
- Jupiter, 1789, 74 (renommé Démocrate en 1794, puis Jupiter en 1795 et Batave en 1797)
- Éole, 1789, 74
- Vengeur, 1789, 74
- Tonnant, 1789, 80
- Indomptable, 1789, 80

- Jean Bart, 1790, 74
- Thésée, 1790, 74 (renommé Révolution en 1793, puis Finistère en 1803)
- Scipion, 1790, 74
- États-de-Bourgogne, 1790, 118 (renommé Côte-d'Or en 1793, puis Montagne en 1793 et Océan en 1795)
- Suffren, 1791, 74 (renommé Redoutable en 1794)
- Pyrrhus, 1791, 74 (renommé Mont-Blanc en 1793, puis Trente-et-un-Mai en 1794, Républicain en 1795 et Mont-Blanc en 1796)
- Pompée, 1791, 74
- Thémistocle, 1791, 74
- Dauphin-Royal, 1792, 118 (renommé Sans-Culottes en 1792 puis Orient en 1795)
- Trajan, 1792, 74 (renommé Gaulois en 1797)

## Première RépubliqueetConsulat(1792 - 1804)

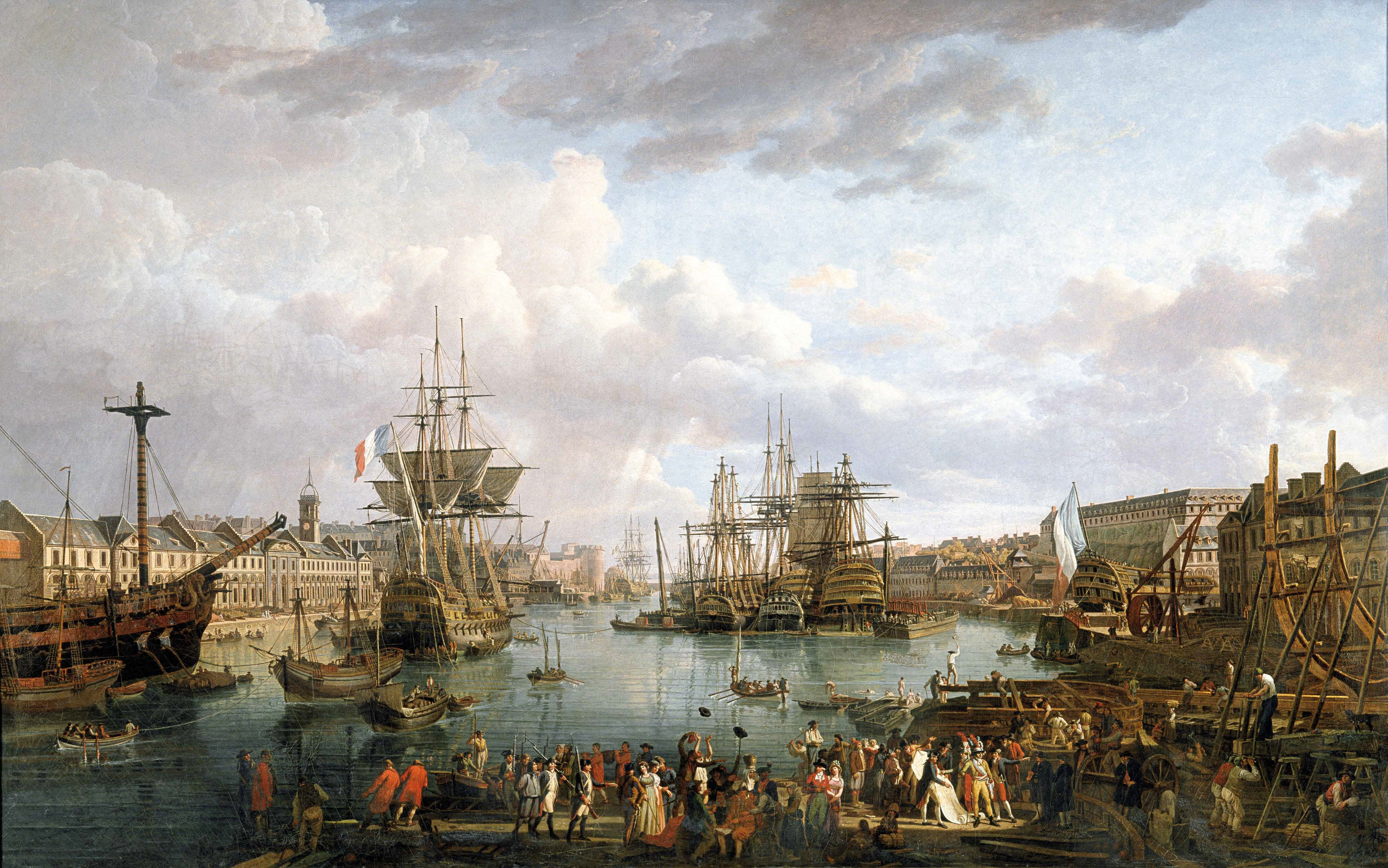
Le port de Brest en 1793, avec les vaisseaux sous pavillon tricolore.

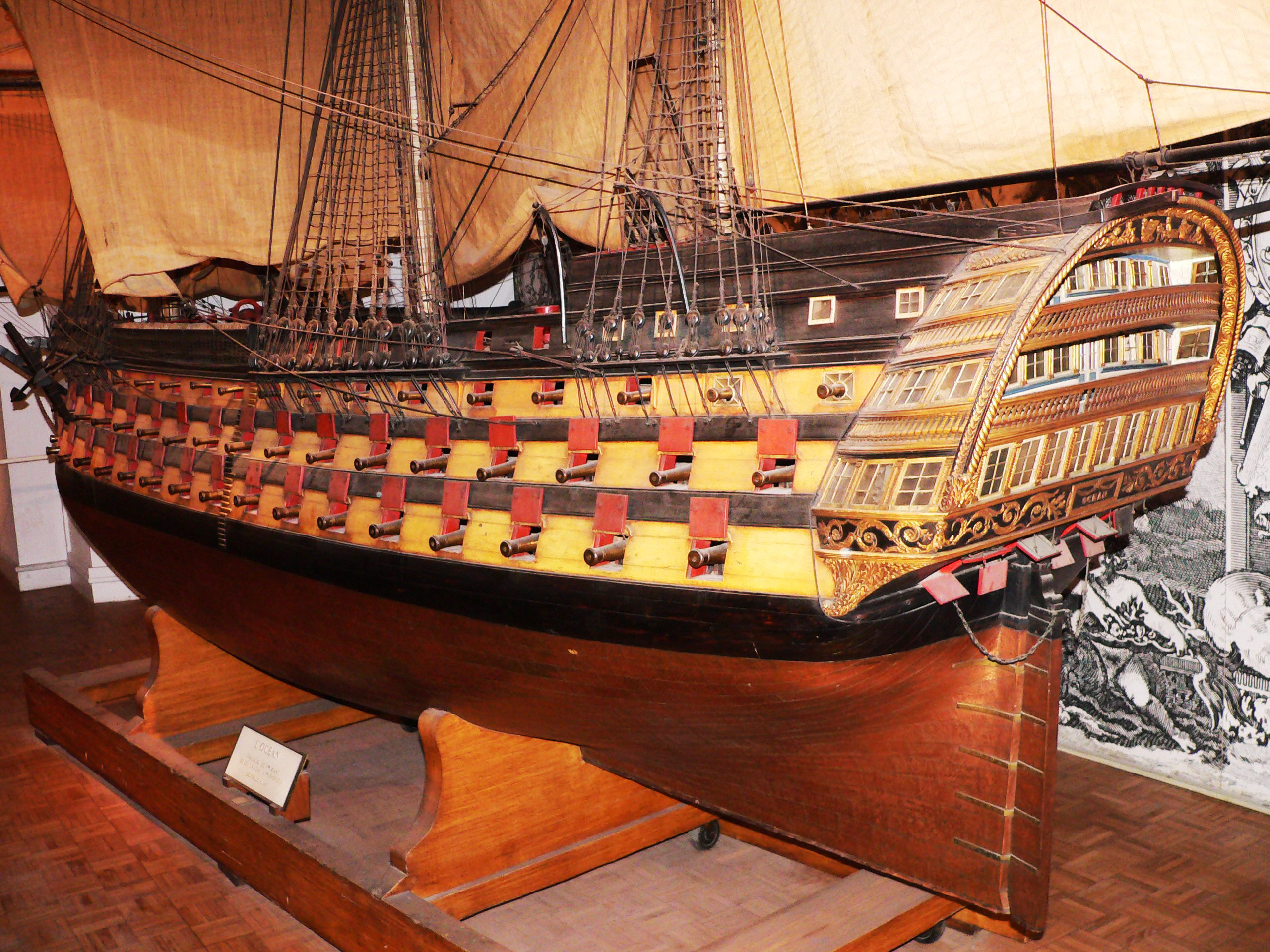
Modèle réduit de l'un des vaisseaux de 118 canons construit au début des années 1790 sur les plans de Sané et Borda comme les États-de-Bourgogne, le Dauphin-Royal ou le Vengeur.

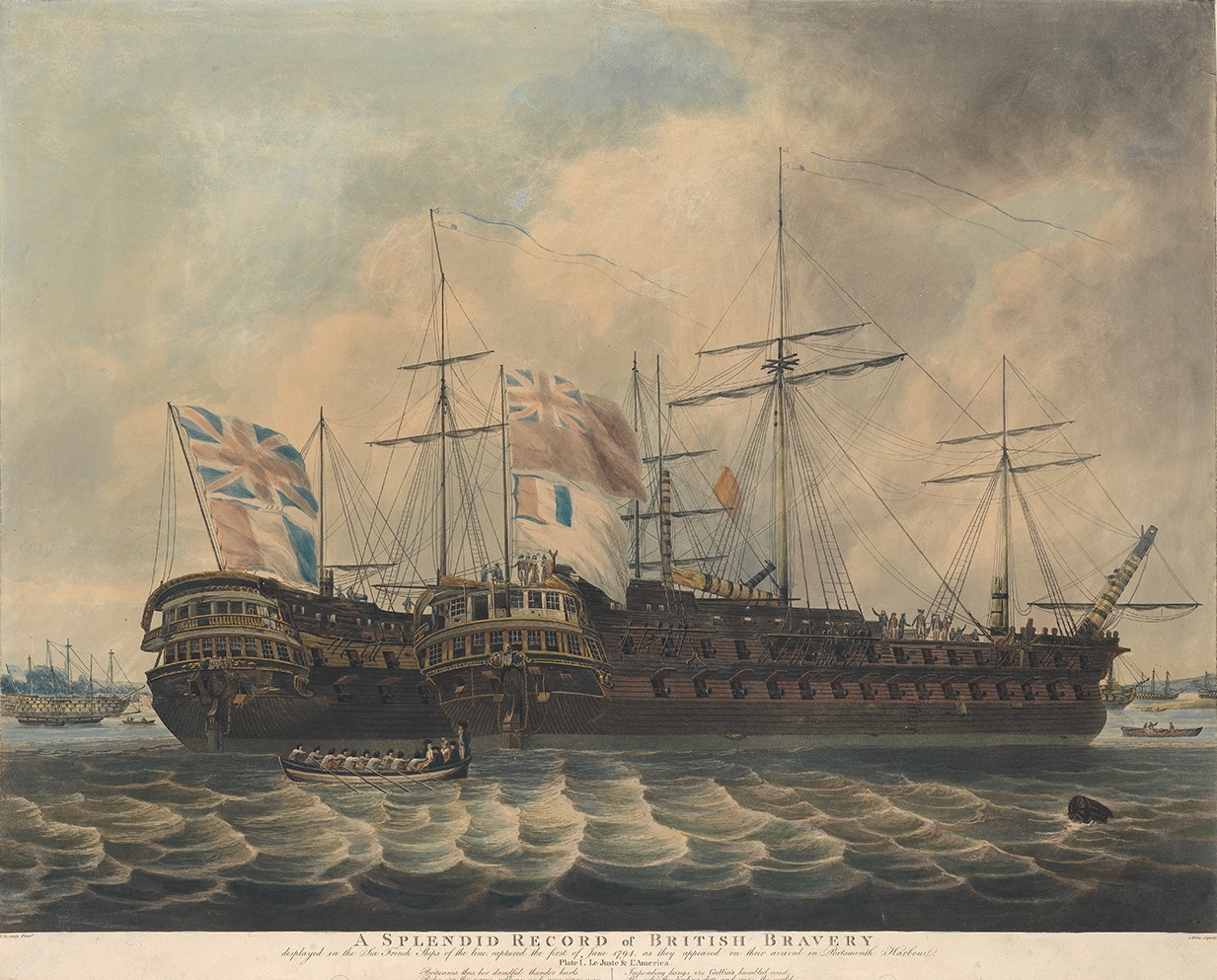
Deux exemples de vaisseaux perdus pendant les guerres de la Révolution et de l'Empire : lAmerica et le Juste en 1794.

L'année 1792 correspond à un deuxième apogée numérique pour la flotte française, avec 144 vaisseaux et frégates. C'est aussi l'année de la proclamation de la République (le 21 septembre 1792, d'où des changements de nom pour une partie de la flotte), qui va déclarer la guerre à presque tous ses voisins, notamment le Royaume-Uni (du 1er février 1793 jusqu'en 1815), les Provinces-Unies (du 1er février 1793 au 16 mai 1795), le Royaume d'Espagne (du 7 mars 1793 au 22 juillet 1795) et même les États-Unis au cours d'une quasi-guerre (de juillet 1798 au 30 septembre 1800).
- Tigre, 1793, 74
- Nestor, 1793, 74 (renommé Cisalpin en 1797, puis Aquilon en 1803)
- Tyrannicide, 1793, 74 (renommé Desaix en 1800)
- Alexandre, 1794, 74 (renommé Jemmapes en 1794)
- Barra, 1794, 74 (renommé Pégase en 1795, puis Hoche en 1797)
- Marat, 1794, 74 (renommé Formidable en 1795)
- Droits de l'Homme, 1794, 74
- Wattignies, 1794, 74

- Formidable, 1795, 80 (renommé Figuières puis Formidable en 1795)
- Cassard, 1795, 74 (renommé Dix-Août en 1798, puis Brave en 1803)
- Jean-Jacques-Rousseau, 1795, 74 (renommé Marengo en 1802)
- Viala, 1795, 74 (renommé Voltaire puis Constitution en 1795 et Jupiter en 1803)
- Guillaume-Tell, 1795, 80
- Spartiate, 1797, 74
- Hercule, 1797, 74
- Franklin, 1797, 80
- Quatorze Juillet, 1798, 74
- Argonaute, 1798, 74
- Brutus, 1798, 74
- Intrepido, 1799, 74
- Dix-huit Fructidor, 1799, 80 (renommé Foudroyant en 1800)
- Union, 1799, 74 (renommé Diomède en 1803)
- Indivisible, 1799, 80 (renommé Alexandre en 1803)

- Duguay-Trouin, 1800, 74
- Aigle, 1800, 74
- Scipion, 1801, 74
- Héros, 1801, 74
- Pacificateur, 1801, 74
- République française, 1802, 118 (renommé Majestueux en 1803)
- Vengeur, 1803, 118 (renommé Impérial en 1805)
- Neptune, 1803, 80
- Bucentaure, 1803, 80
- Vétéran, 1803, 74
- Cassard, 1803, 74
- Magnanime, 1803, 74
- Achille, 1803, 74
- Suffren, 1803, 74
- Lion, 1804, 74
- Algésiras, 1804, 74

## Premier Empire(1804-1814)

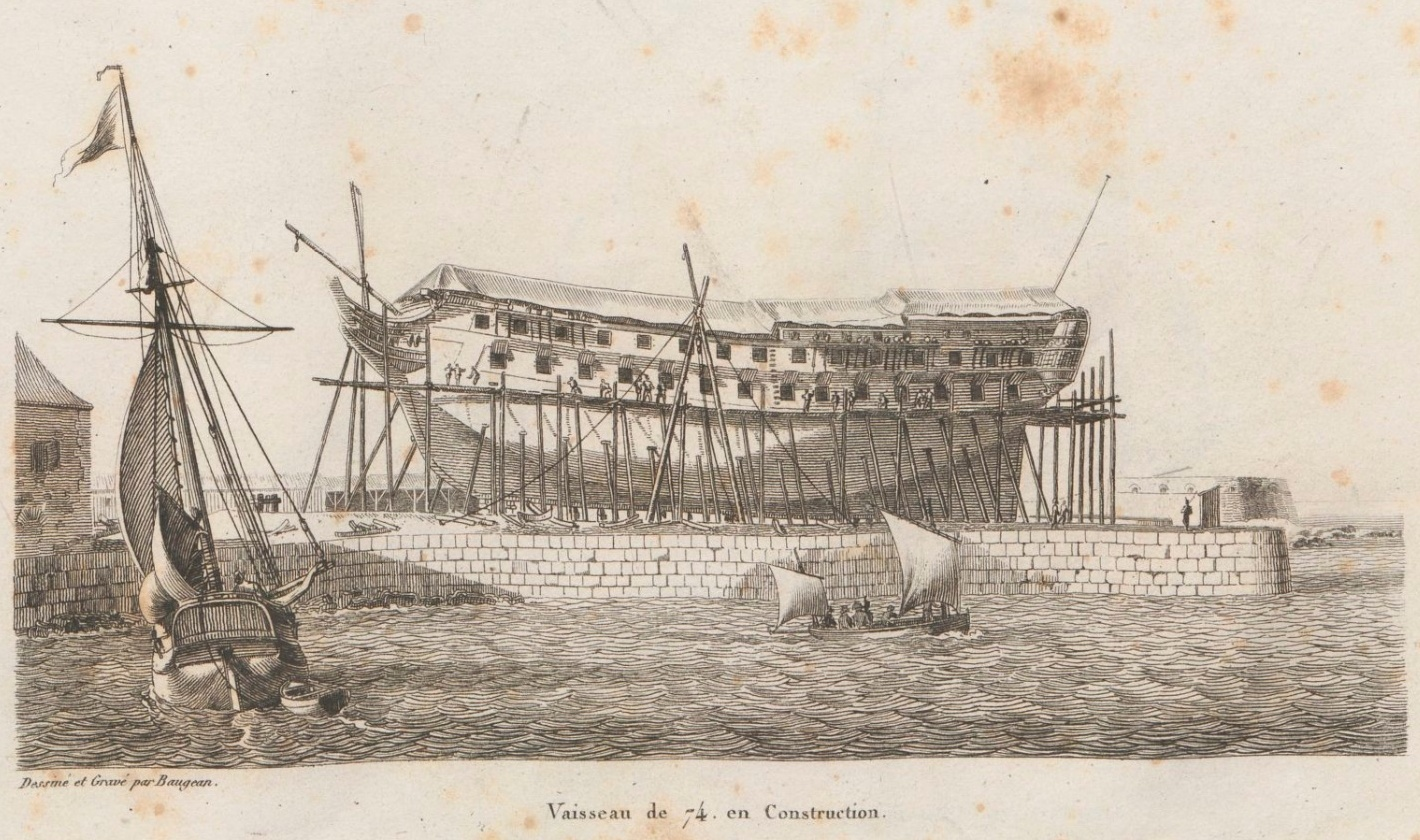
Un vaisseau de 74 canons en construction au début du XIXe siècle.

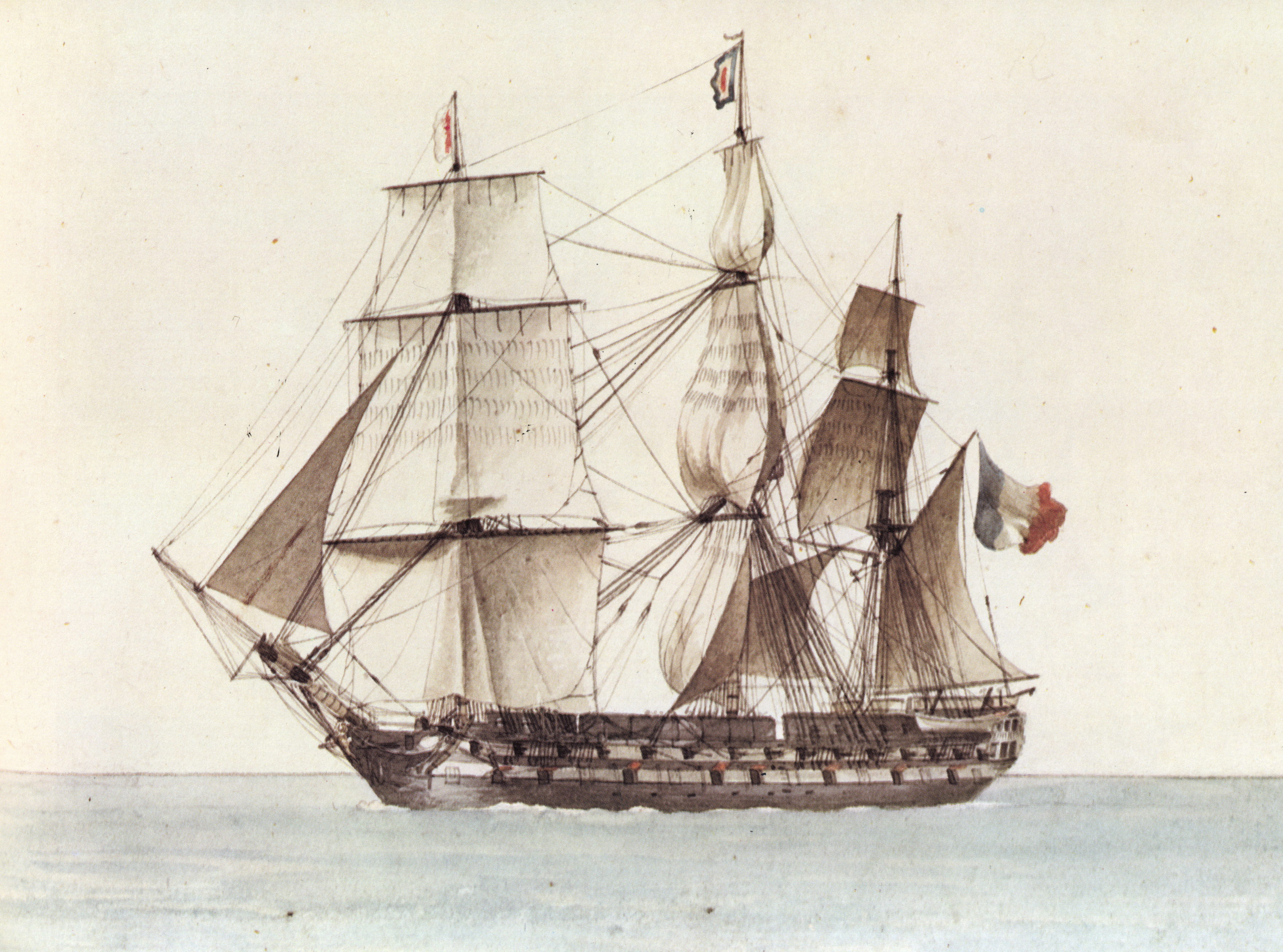
Le vaisseau de 74 canons Le Borée, lancé au début de l’Empire.

L'effort de guerre s'intensifie, la construction est favorisée par la standardisation. Les plans de Sané restent les références, auxquels il apporte lui-même deux modifications : un nouveau modèle de trois-ponts portant 110 canons, et un 74 canons raccourcis (« petit modèle ») pour pouvoir le construire dans les ports peu profonds (Gênes, Venise, Anvers, Rotterdam et Amsterdam).
- Pluton, 1805, 74
- Borée 1805, 74
- Génois, 1805, 74
- Commerce-de-Paris, 1806, 110 (rebaptisé Commerce en 1830 puis Borda en 1839)

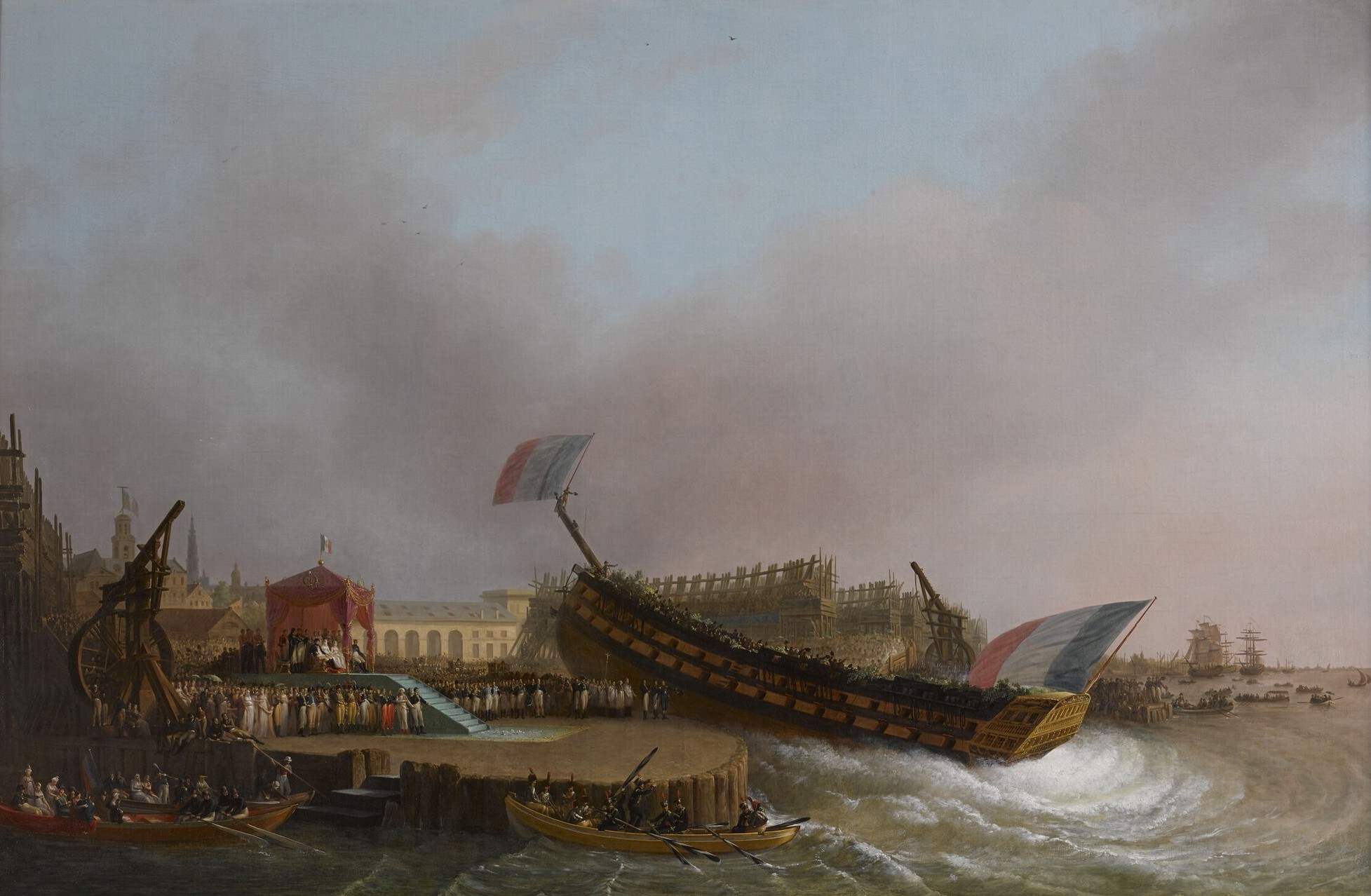
La mise à l'eau du Friedland à Anvers, en 1810.

- Courageux, 74
- Régulus, 1805, 74
- Ajax, 1805, 74
- Robuste, 1806, 80
- D'Hautpoul 1807, 74
- Charlemagne, 1807, 74
- Commerce de Lyon, 1807, 74
- Anversois, 1807, 74
- Duquesclin, 1807, 74
- César, 1807, 74
- Dantzig, 1807, 74
- Ville-de-Berlin, 1807, 74
- Pultusk, 1807, 74
- Breslau, 1808, 74
- Austerlitz, 1808, 118
- Dalmate, 1808, 74
- Albanais, 1808, 74
- Ville-de-Varsovie, 1808, 80
- Polonais, 1808, 74
- Tonnerre, 1808, 74
- Donawerth, 1808, 80
- Eylau, 1808, 80
- Danube, 1808, 74
- Golymin, 1809, 74
- Triomphant, 1809, 74
- Mont-Saint-Bernard, 1809, 74
- Ulm, 1809, 74

- Rivoli, 1810, 74
- Wagram, 1810, 118
- Marengo, 1810, 74
- Friedland, 1810, 80
- Nestor, 1810, 74
- Sceptre, 1810, 80
- Tilsitt, 1810, 80
- Trajan, 1811, 74
- Impérial, 1811, 118
- Trident, 1811, 74
- Auguste, 1811, 80
- Pacificateur, 1811, 80
- Illustre, 1811, 80
- Régénérateur (en), 1811, 74
- Diadème, 1811, 80
- Castiglione, 1812, 74
- Royal-Italien, 1812, 74
- Montebello, 1812, 118
- Agamemnon, 1812, 74
- Gaulois, 1812, 74
- Conquérant, 1812, 80
- Romulus, 1812, 74
- Ville de Marseille, 1812, 74
- Colosse, 1813, 74
- Duguay-Trouin, 1813, 74
- Héros, 1813, 118
- Orion, 1813, 74
- Scipion, 1813, 74
- Zélandais, 1813, 80
- Superbe, 1814, 74

## Règnes deLouis XVIII(1814-1824) et deCharles X(1824-1830)
Le retour à la paix en 1815 et l'occupation jusqu'en 1818 nécessitent une réduction importante du nombre de vaisseaux entretenus par la Marine française. Les constructions se poursuivent lentement, d'abord en continuant de monter des 74, 80 et 118 selon les plans de Sané, puis avec les nouveaux vaisseaux de 90 canons de la classe Suffren.
- Magnifique, 1814, 80
- Duc d'Angoulême, 1814, 110 (rebaptisé Iéna en 1830)

- Polyphème, 1815, 74
- Hercule, 1815, 74
- Centaure, 1818, 80
- Neptune, 1818, 80
- Duc de Berry, 1818, 74
- Souverain, 1819, 118

- Jean Bart, 1820, 74
- Lys, 1821, 98
- Algésiras, 1823, 80
- Triton, 1823, 74
- Trocadéro, 1824, 118
- Couronne, 1824, 74

- Royal-Louis, 1825, 118
- Montmorency, 1826, ?
- Suffren, 1828, 90 (renommé Ajax en 1865)

## Règne deLouis-Philippe(1830-1848)
- Jupiter, 1831, 80
- Généreux, 1831, 74
- Inflexible, 1839, 90
- Hercule, 1836, 100
- Friedland, 1840, 118
- Jemmapes, 1840, 100
- Pomone
- Valmy, 1847, 120
- Tage, 1847, 100
- Henri-IV, 1848, 100

## Deuxième République(1848-1852) etSecond Empire(1852-1870)
Ces années voient un nouvel effort de construction ; les vaisseaux sont désormais équipés avec une machine à vapeur actionnant une hélice. L'ingénieur Dupuy de Lôme développe sur ce concept la classe Napoléon, puis la frégate Gloire qui fut le premier navire de guerre cuirassé.

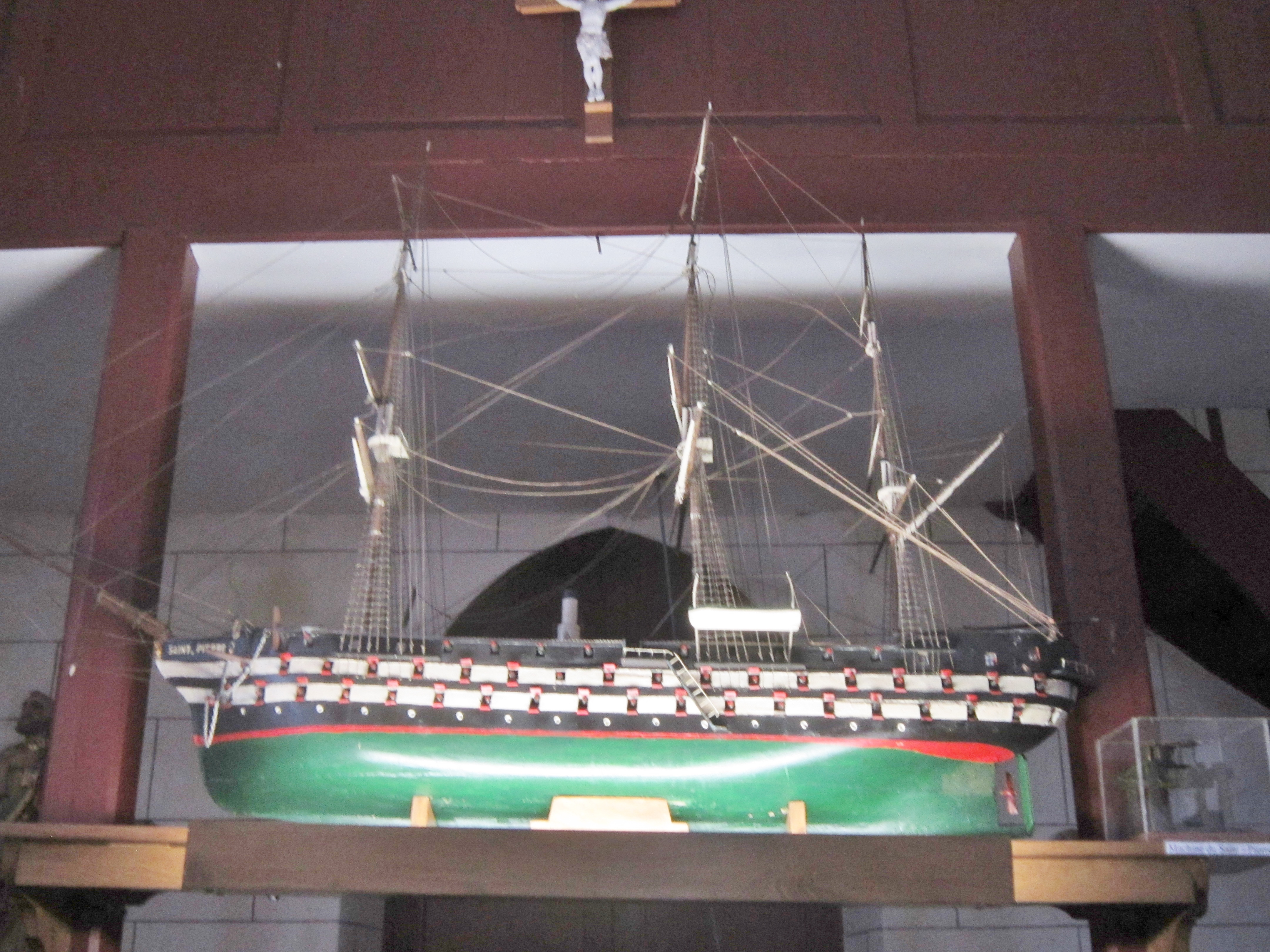
Ex-voto du vaisseau mixte Saint-Pierre, construit en 1850 (vers 1890-1895, chapelle Notre-Dame-de-Bonne-Nouvelle de Cléguer).

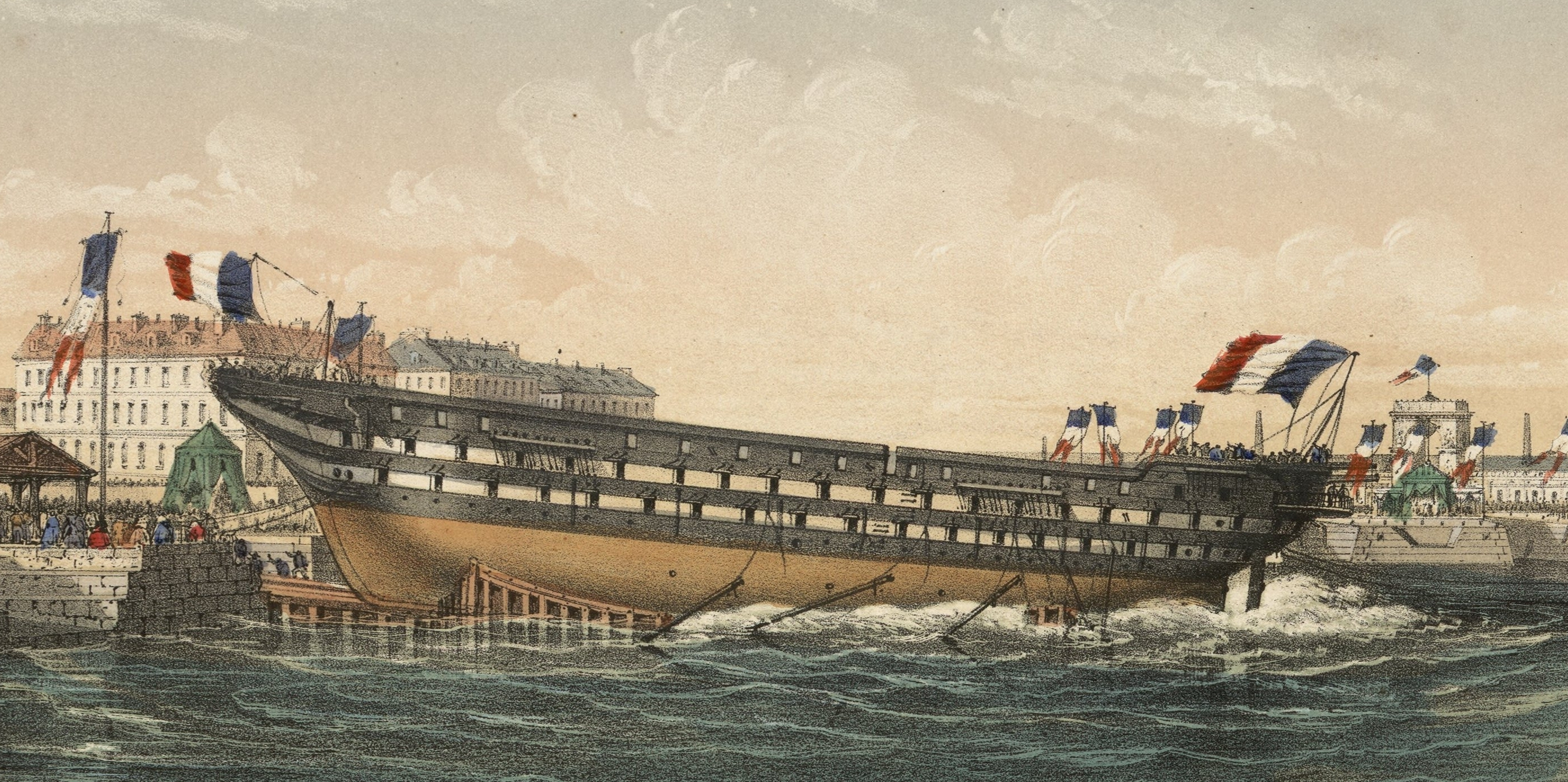
La mise à l’eau du Ville-de-Nantes en 1858.

- Breslaw, 1848, 90
- Bayard, 1848, 90
- Duguesclin, 1848, 90
- Saint-Pierre 1850

- Napoléon, 1850, 90
- Ville-de-Paris, 1850, 114
- Charlemagne, 1851, 80
- Austerlitz, 1852, 90
- Jean-Bart, 1852, 100
- Duquesne, 1853, 80
- Tourville, 1853, 80
- Fleurus, 1853, 90
- Prince-Jérôme, 1853, 80
- Donawerth, 1854, 90
- Louis XIV, 1854, 118
- Navarin, 1854, 90
- Ulm, 1854, 90
- Wagram, 1854, 90
- Tilsitt, 1854, 90
- Duguay-Trouin, 1854, 90
- Saint-Louis, 1854, 90
- Turenne, 1854, 90

- Bretagne, 1855, 130
- Arcole, 1855, 90
- Algésiras, 1855, 90
- Redoutable, 1855, 90
- Eylau, 1856, 90
- Impérial, 1856, 90
- Alexandre, 1857, 90
- Ville-de-Nantes, 1858, 90
- Fontenoy, 1858, 80

- Ville-de-Bordeaux, 1860, 90
- Castiglione, 1860, 90
- Massena, 1860, 90
- Ville-de-Lyon, 1861, 90
- Intrépide, 1864, 90